# Péplum
Pour les articles homonymes, voir Péplum (homonymie).
 (septembre 2010).
Si vous disposez d'ouvrages ou d'articles de référence ou si vous connaissez des sites web de qualité traitant du thème abordé ici, merci de compléter l'article en donnant les références utiles à sa vérifiabilité et en les liant à la section « Notes et références ».
 Pour plus de détails, voir le corps de l'article.
Le péplum (mot latin peplum, emprunté au mot grec ancien πέπλος (péplos) signifiant « toile servant à se draper pour faire une "toge" ») est un genre cinématographique de fiction historique dont l'action se déroule dans l'Antiquité.
Le mot désigne — au sens moderne depuis le vingtième siècle — les films historiques dont l'action se situe historiquement dans l'Antiquité et, en particulier, celle de la Rome antique, de la Grèce antique (et mythologique) et de l'Égypte antique. Il existe aussi des péplums bibliques basés sur l'Ancien ou le Nouveau Testament.
Si le premier film qui peut être associé au genre est le court-métrage Néron essayant des poisons sur des esclaves produit par les frères Lumière et réalisé par Georges Hatot (1896), le mot « péplum » — au sens moderne depuis le vingtième siècle — n'a peut-être été employé, pour la première fois, qu'en référence au film La Tunique (1953)[réf. nécessaire]. Selon le latiniste Claude Aziza, les recherches des occurrences du mot dans la presse et la littérature indiquent une apparition en 1963 dans un milieu cinéphile lié au metteur en scène Bertrand Tavernier.
Le péplum est, selon les points de vue, un genre bâtard ou total, un des premiers héritiers du théâtre classique et de l'opéra ou un sous-genre du cinéma, proche des influences populaires (music-hall ou bande dessinée). Sa place dans l'Histoire du cinéma (dès sa naissance) prouve son importance. À la fois noble (il traite de l'histoire, de la religion, utilise des auteurs tels que Homère ou Gustave Flaubert) et vulgaire (exploitant la violence et l'érotisme, voire le rire et l'invraisemblance), le genre antique est associé à l'épopée (pour les Américains, le péplum est une de ses catégories), à la comédie, au fantastique (fantômes, vampires, momies revenues à la vie…) et au merveilleux (dans son utilisation de la mythologie).

## Origine du terme
Selon Claude Aziza, la production de films sur l'Antiquité est internationale, en majorité française et italienne au temps du cinéma muet, puis presque exclusivement américaine et italienne. Elle va de l'épique au tragique, du film d'aventures au film d'horreur, de la fantasy au pastiche. Bref, une production dont les limites sont si floues que le terme maladroit de péplum inventé par les critiques de cinéma français dans les années 1960, a prétendu les englober.

## Histoire

### Péplums du cinéma muet

#### L’exemple français
Le péplum apparaît en France à la fin du XIXe siècle, dès les débuts du cinéma.
Après Georges Hatot (en 1898–1899), la première réalisatrice, Alice Guy, innove dans le choix des sujets en tournant plusieurs scènes de la vie et de la Passion de Jésus Christ. L'ensemble de ces bobineaux, vendus séparément, constitue le premier péplum véritable du cinéma. Le succès commercial de cet ouvrage inspire aussitôt d’autres productions concurrentes. En 1906, Alice Guy complètera les différents épisodes par une production à gros budget pour l'époque, La Vie du Christ, avec 300 figurants et 25 tableaux, d'une longueur totale de plus de 600 m de film. Elle reçoit les félicitations de son patron, Léon Gaumont, et une médaille de la ville de Milan. Dans l'écurie concurrente Pathé, Ferdinand Zecca s'impose en chef de file. Il signe Quo vadis ? en 1902 (d'après le célèbre roman du Polonais Henryk Sienkiewicz, prix Nobel de littérature) d'une durée d'à peine trois minutes, deux versions de Samson et Dalila en 1902 et 1908, La Passion en 1903, Messaline en 1910 avec Henri Andréani, ancien assistant de Gaston Velle également responsable de Samson en 1908, David et Goliath en 1910, Saül et David (dont l'attribution est plus douteuse), Moïse sauvé des eaux en 1911, Absalon en 1912, La Fille de Jephté et La Reine de Saba en 1913… Deux assistants de Ferdinand Zecca s'illustrent encore dans le genre : Lucien Nonguet avec La Vie et la Passion de Jésus-Christ de 1902 à 1905, et Gaston Velle avec Au temps des Pharaons en 1910. Albert Capellani, autre réalisateur de la firme, signe son propre Samson (1908).
Chez Gaumont, Louis Feuillade, maître du serial, mis en place par Alice Guy qui part produire aux États-Unis, réalise Le Fils de Locuste en 1911, Androclès et le Lion en 1912 et L'Agonie de Byzance en 1913. Tout ceci n'a que valeur d'exemples parmi d'autres. Le catalogue Gaumont compte ainsi des dizaines de courts métrages entre 1898 et 1919 dont les titres se réfèrent explicitement à l'antiquité. On relève les noms de Léonce Perret (La Fille de Jephté d'après un scénario d'Abel Gance) et Maurice Mariaud (Cléopâtre). Au sein du même studio, Émile Cohl utilise des techniques d'animation de pointe pour Les Douze Travaux d'Hercule et Hérodiade de Victorin Jasset (1910) est présenté comme un « grand film artistique ». Sachant qu'en règle générale, les films historiques sont assimilés à des films artistiques, par opposition aux séries (comédies, policiers, westerns...).
À côté de ces productions déjà industrielles, l'œuvre de Georges Méliès (par exemple Néron et Locuste en 1907) relève d'une production indépendante et artisanale.
À l'époque, Le Film d'art, société fondée par les frères Laffitte, exerce une forte influence, notamment sur le cinéma hexagonal. Le directeur artistique André Calmettes signe pour sa part Britannicus en 1908 et sa propre adaptation de Quo vadis ? en 1910 (film perdu).

#### La révolution italienne

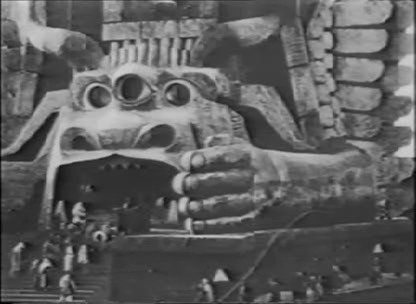
Décors du « Temple de Moloch » dans Cabiria de Giovanni Pastrone (1914).

À l'époque du film muet, le cinéma italien réinvente le péplum en créant une Antiquité mythique et mythologique réaliste par les moyens utilisés et donne ses lettres de noblesse au cinéma tout entier, lançant de longs métrages à gros budgets, créant la superproduction. L'Italie, dominée par la gauche libérale et les idées du Risorgimento, place cette production au service de l'édification nationale. Dans ce contexte, le péplum muet à l'italienne est un retour aux sources évoquant la première unification de la Péninsule, « une exaltation de la romanité païenne (sécularisée) et de l'expansion coloniale : la « conquête de l'Ouest » version antique ». Dans le même temps, le péplum invente le cinéma moderne par ses innovations techniques. Ainsi, le péplum italien occupe la première place au rang mondial avec, en 1909, Néron de Luigi Maggi (marqué par la peinture néo-classique) avec Alberto Capozzi, produit par Arturo Ambrosio et, dans les années 1910, les productions notables de deux réalisateurs :

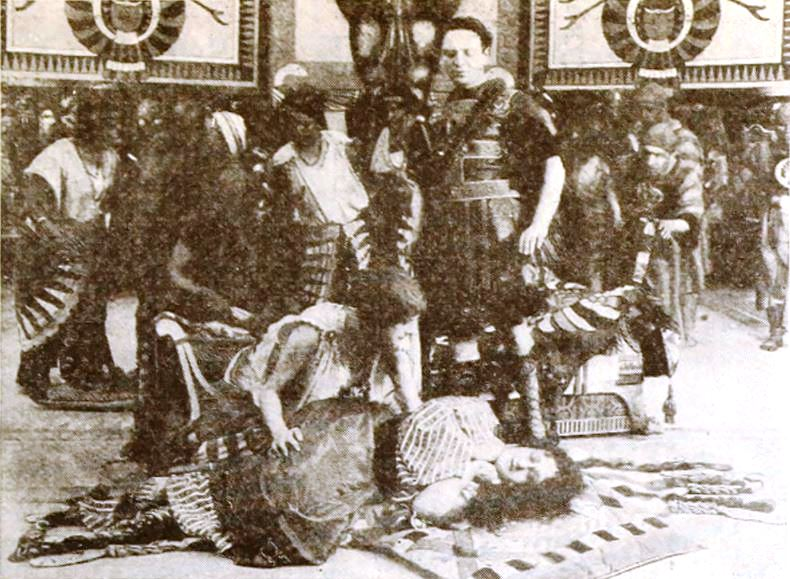
Cabiria (1914).

- Enrico Guazzoni, réalisateur d'Agrippine en 1911 produit par la Cines, utilisant avec brio panoramique et hors-champ[13], et surtout du gigantesque Quo vadis? (1912) ;
- Giovanni Pastrone, réalisateur de La Chute de Troie (1911) et surtout de Cabiria (1914), inspiré de Tite-Live, auquel participe l'écrivain Gabriele D'Annunzio[15], bénéficiant d'un budget mirobolant : un million de lires or, vingt fois le budget moyen d'un film de l'époque, qui permet notamment la construction de l'imposant temple carthaginois dans les studios de Turin.

Enrico Guazzoni pour sa part dirigea également Judas Maccabée en 1911, Ramsès, où figure la divine Francesca Bertini, Messaline en 1922 avec Rina De Liguoro. Giovanni Pastrone, lui, réalise et interprète Jules César en 1909, et dirige Maciste athlète en 1918.
Si beaucoup de films muets italiens ont été perdus ou détruits, il ne faut pas sous-estimer l'ampleur et la qualité de cette production. Entre autres : La Rivale (Scene di vita di Pompei) de Gerolamo Lo Savio, Martyrs pompéïens et la première version complète de L'Odyssée par Giuseppe De Liguoro, Ione, ou les derniers jours de Pompéi d'Enrico Vidali. Quo vadis? (1912), Cabiria, puis Christus (it) (1916) du producteur Giulio Antamoro (réalisateur de Ursus l'année suivante et de La Fanciulla di Pompei en 1925) ont un retentissement international.

« Le cinéma, par ses évocations du passé, est une chose admirable. J'ai vu tout récemment passer Quo Vadis ? - Néron et Agrippine à l'écran, eh bien, je déclare que c'est superbe et je n'aurais pas cru que le cinéma eût été capable de reconstituer avec un soin aussi jaloux les événements de l'Antiquité ! et je fus émerveillé. »

— Auguste Rodin, Peplum l'Antiquité spectacle, éd Fage, 2012

##### Maciste et Ursus

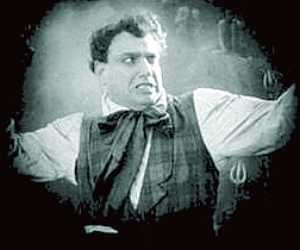
Bartolomeo Pagano incarnant Maciste dans Maciste en enfer en 1926.

Dans Cabiria, on découvre le personnage de Maciste, interprété par Bartolomeo Pagano. Ce personnage fera l'objet de nombreux films (plus de 20 entre 1915 et 1926) dont la plupart sont situés à une époque contemporaine comme Maciste chasseur alpin (1916) ou encore Maciste contre le cheikh (1926) ; on croise ainsi Maciste médium, somnambule, amoureux ou empereur, tous interprétés par Bartolomeo Pagano... Ce phénomène de vampirisation du genre historique par le muscle se reproduira dans les années 1960. De la même manière, Bruto Castellani est Ursus, personnage issu du roman Quo vadis ?, grâce à Enrico Guazzoni. Définitivement associé à ce géant, Bruto Castellani le jouera de nouveau, à 40 ans passés, dans Quo vadis ? de Gabriele D'Annunzio et Georg Jacoby (1924) — avec le grand Emil Jannings dans le rôle du cruel Néron. Bruto Castellani s'illustrera aussi dans Marc-Antoine et Cléopâtre (1913), Jules César (1914, avec Amleto Palermi dans le rôle-titre), Fabiola (1918, rôle de Vercingétorix) — tous signés Enrico Guazzoni — et La Sainte Bible (1920, rôle de Caïn).
Les excès de l'industrie cinématographique italienne découragent le public, gavé d'Antiquité. Les Derniers Jours de Pompéi (1926) dirigé par Carmine Gallone et Amleto Palermi pour un budget de sept millions de lires (avec 10 000 figurants) essuie ainsi un échec.
Ce premier âge d'or du péplum italien prend fin au milieu des années 1920 avec l'arrivée au pouvoir de Benito Mussolini.

#### Hollywood
Sidney Olcott adapte dès 1907 le roman du général Lewis Wallace Ben-Hur et en 1908 met en scène David et Goliath. Dans le même temps, Edwin S. Porter supervise pour Edison Nero and the Burning of Rome et Vitagraph produit Way of Cross.

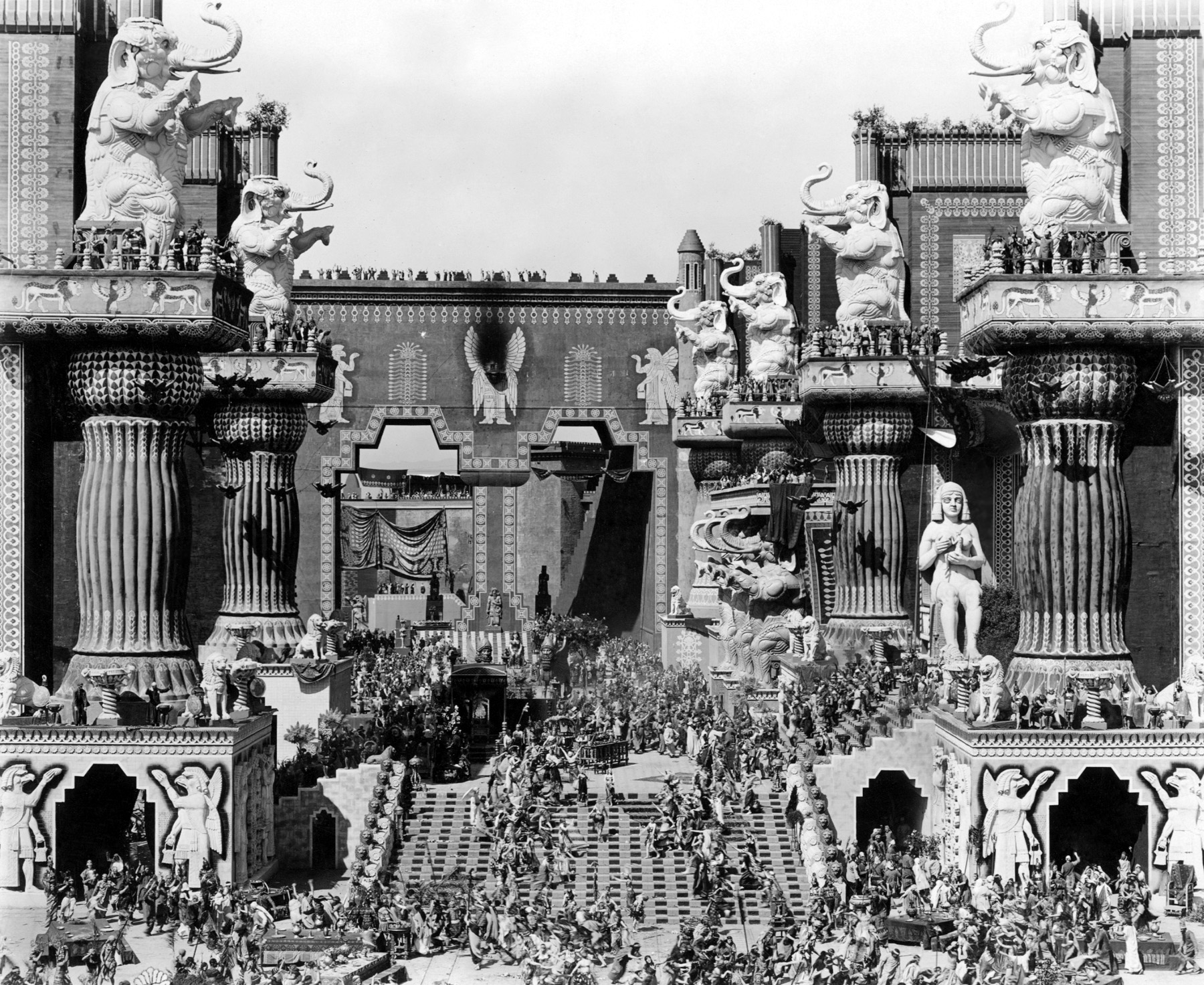
Une scène d’Intolérance de David W. Griffith (1916).

En 1915, Samson sera interprété par William Farnum dans l'adaptation d'une pièce de Henri Bernstein, mais la révolution viendra d'ailleurs : influencé par les superproductions italiennes, David W. Griffith dirige dans un premier temps Naissance d'une nation, puis, pour répondre aux accusations de racisme que son premier long métrage a suscitées, met en scène le monumental Intolérance (1916) qui comprend un épisode babylonien (auquel Good Morning Babylonia des frères Taviani rendra hommage dans les années 1980) et un épisode sur le Christ. Ce mastodonte nécessite vingt-deux mois de tournage, 5 000 figurants, des éléphants, des kilomètres de pellicule, des filtres colorés et des prouesses techniques telles que l'invention de nouvelles lentilles, des caméras placées dans des ballons ou sur des ascenseurs… Civilisation, la même année, constitue la réponse de Thomas H. Ince, le rival de David W. Griffith, dont c'est le dernier film. Le metteur en scène d'origine française Maurice Tourneur, lui, filme une « version érotique d'Intolérance », Woman, scindée en L'Éternelle Tentatrice et La Fée de la mer, en 1918. Le principe des épisodes liés à des époques différentes subsistera un certain temps puisque Cecil B. DeMille, ancien assistant de Griffith, dirige Gloria Swanson dans une séquence babylonienne dans L'Admirable Crichton en 1919 (pour laquelle Gloria Swanson risque sa vie au milieu des lions), une séquence romaine dans Le Réquisitoire en 1922, et inclut encore un prologue contemporain dans Le Signe de la croix dans les années 1930.

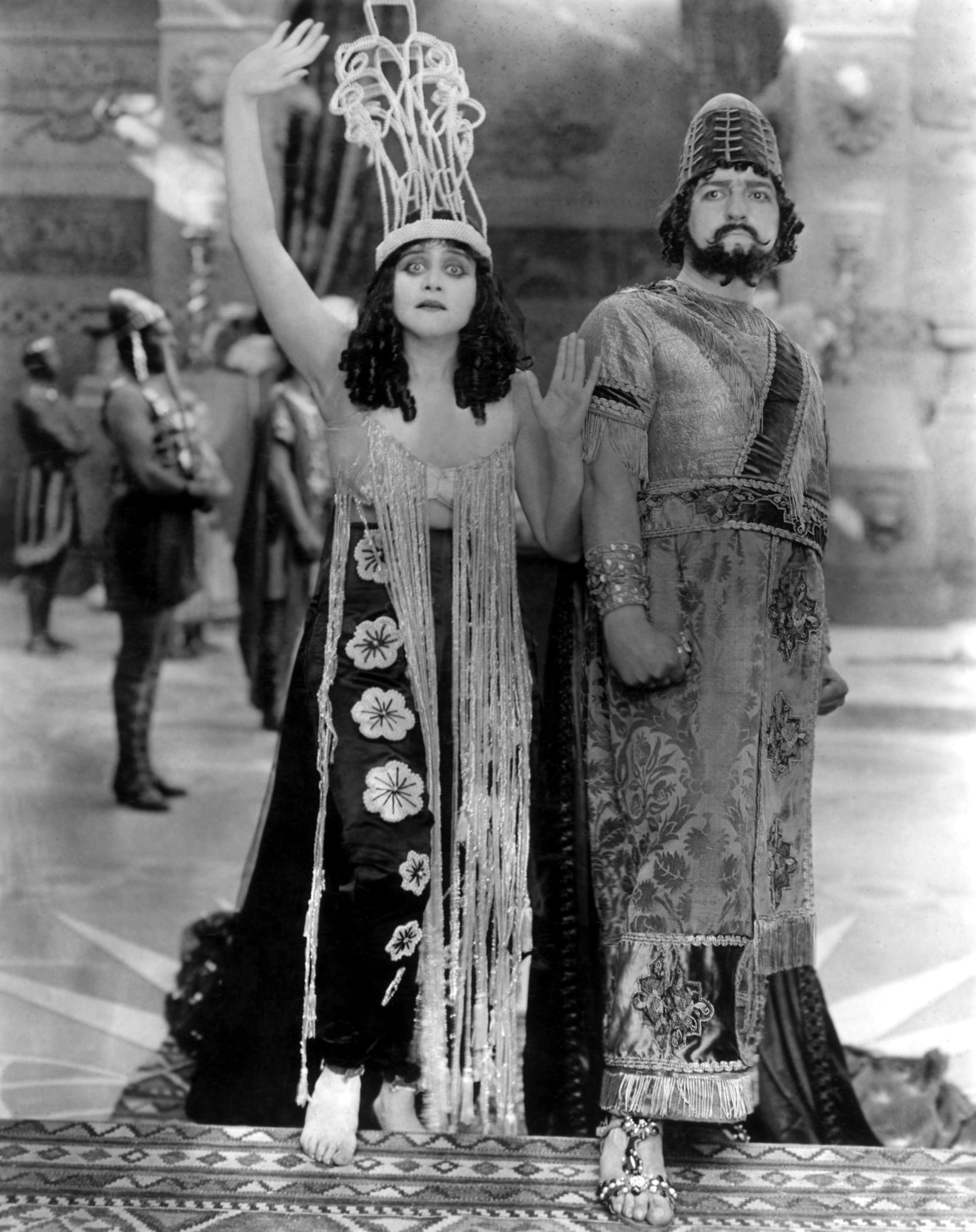
Theda Bara et G. Raymond Nye dans Salomé de J. Gordon Edwards (1918).

Theda Bara, une des premières sex-symbol, s'illustre entre autres dans des compositions « à l'antique », dans La Reine des Césars de Raoul Walsh en 1916, et sous la direction de J. Gordon Edwards (grand-père de Blake Edwards) dans Cléopâtre en 1917 et Salomé en 1918.
L'année 1923 est marquée par la très originale et stylisée Salomé de Charles Bryant d'après Oscar Wilde, avec la star russe Alla Nazimova, et par Les Dix Commandements de Cecil B. DeMille qui fait suite à un concours de « la meilleure idée de film ». DeMille poursuit son cycle de péplums avec Le Roi des rois, d'après le Nouveau Testament, où H. B. Warner prête son noble mystère au personnage de Jésus.
Déjà, le péplum signale (comme dans les années 1950) la dépendance d'Hollywood à l'égard de l'Italie, où sont tournés Néron de J. Gordon Edwards en 1922 et le spectaculaire Ben Hur commencé par Charles Brabin (époux de Theda Bara) et signé par Fred Niblo en 1925, qui fait de Ramón Novarro une star et où figure Bruto Castellani (mythe du genre) en Golthar. Ce dernier film inclut des séquences en couleurs lorsque Jésus paraît.
Dans le même temps, Buster Keaton s'amuse de cette vogue (et perpétue la structure de Intolérance) dans Les Trois Âges d'Eddie Cline (1923).

#### Ailleurs
Le britannique Walter R. Booth a réalisé la première adaptation du roman Les Derniers Jours de Pompéi d'Edward Bulwer-Lytton, en 1900, d'une durée de quelques minutes, qui remporte un grand succès.
Dans les années 1920, le péplum s'est répandu dans toute l'Europe. En Allemagne, Ernst Lubitsch dirige Emil Jannings dans La Femme du pharaon (1922), et en Autriche le Hongrois Mihaly Kertesz, futur Michael Curtiz, enchaîne les superproductions (Le Sixième Commandement/Sodome et Gomorrhe en 1922, qui comprend un prologue contemporain et 5 000 figurants ; L'Esclave reine en 1924, qui emploie 8 000 figurants, mais au succès moindre que le précédent ; Samson et Dalila produit par son compatriote Sandor — futur Alexander Korda — qui le font remarquer à Hollywood où il réalisera L'Arche de Noé « d'après une histoire de Darryl F. Zanuck » en 1928, sous l'influence de Intolérance et de Les Dix Commandements selon Jean-Loup Bourget.
En France, en 1925, Pierre Marodon donne une Salammbô (d'après le roman de Gustave Flaubert) à la réputation flatteuse.
Enfin, en Grande-Bretagne, Sinclair Hill signe Boadicée en 1926 et Alexander Korda, devenu grand producteur du cinéma britannique, La Vie privée d'Hélène de Troie en 1927.

### Les années 1930 et 1940

#### Italie et France
En 1930, Alessandro Blasetti dirige un Néron parodique dans lequel certains ont voulu reconnaître Mussolini. Ceci expliquant peut-être cela, malgré la création de Cinecittà et la propagande fasciste construite en partie sur la grandeur de la Rome antique, en Italie la période n'est guère favorable aux péplums, hormis le spectaculaire Scipion l'Africain de Carmine Gallone à la gloire de la reconquête africaine (1937). La même année, Mario Mattoli réalise l'obscur Les Derniers Jours de Pompéi. La Couronne de fer d'Alessandro Blasetti (1941) tient davantage de la fantasy, malgré la présence de Massimo Girotti, futur Spartacus, et de Gino Cervi, futur Néron.

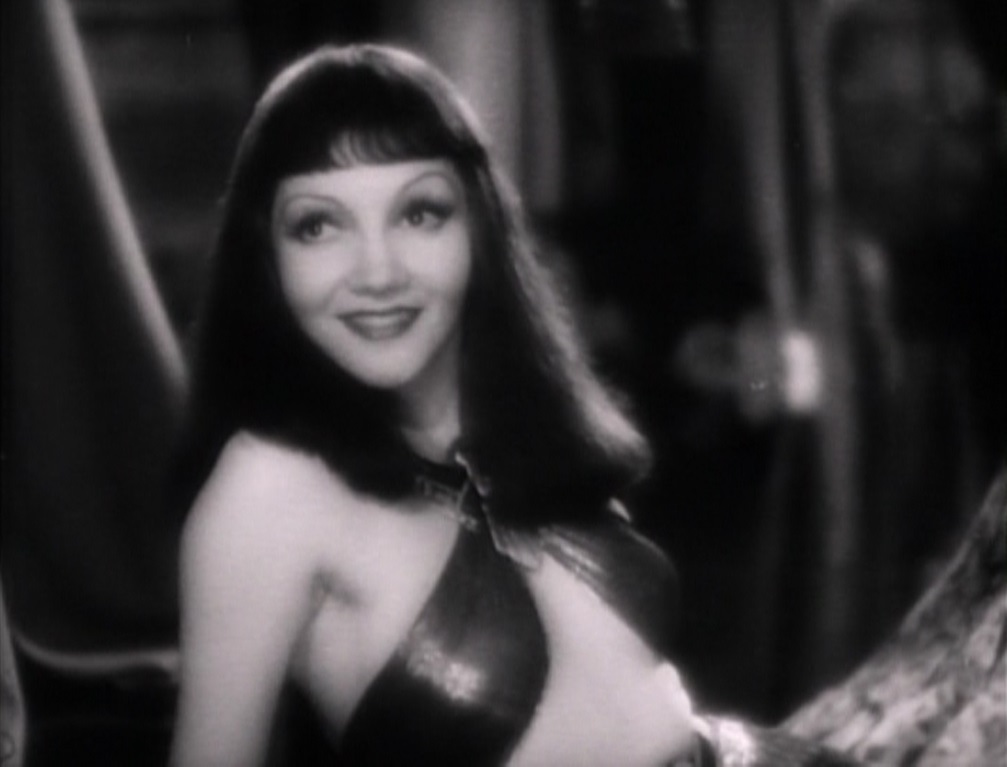
Claudette Colbert dans le rôle de Cléopâtre pour le film du même nom de Cecil B. DeMille (1934).

En France, Julien Duvivier se distingue dans le genre en réalisant en Algérie, avec un budget important qui lui permet une reconstitution spectaculaire de Jérusalem, le biblique Golgotha d'après le roman du chanoine Joseph Reymond, avec Jean Gabin en Ponce Pilate (1935). La sortie du film provoque un tollé.

#### États-Unis

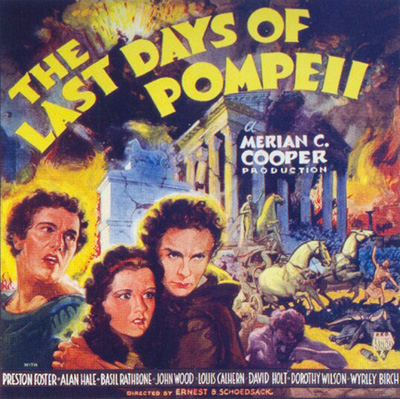
Les Derniers Jours de Pompéi d'Ernest Schoedsack et Merian C. Cooper (1935).

Aux États-Unis, DeMille dirige successivement Le Signe de la Croix (1932, avec le Britannique Charles Laughton en Néron), film condamné par le clergé américain, et Cléopâtre en 1934 (avec l'actrice d'origine française Claudette Colbert, ex Poppée, incarnant, selon Olivier-René Veillon, « une ménagère comblée ayant dévalisé tous les supermarchés d'Asie Mineure et du Proche Orient »). Les deux films rencontrent un succès mérité. Dans la foulée, Les Derniers Jours de Pompéi d'Ernest Schoedsack et Merian C. Cooper en 1935 n'obtiendra pas la même gloire que King Kong, et le cinéphile déplore l'abandon du tournage de Moi, Claude en 1937, un des « films fantômes » les plus illustres de Hollywood. Tout était réuni pour obtenir une perle du péplum : l'histoire forte, Moi, Claude, écrite par Robert Graves, le directeur Josef von Sternberg, les Britanniques Charles Laughton dans le rôle-titre, la sublime Anglo-Indienne Merle Oberon en Messaline, Flora Robson redoutable en Livie...

#### Productions britanniques
L'abandon de Moi, Claude, production britannique d'Alexander Korda pour sa femme Merle Oberon, obligea celui-ci à vendre à la compagnie Rank ses Denham Film Studios — surnommés « Hollywood-on-Thames » et qui étaient alors les plus modernes d'Europe — un an après leur construction.
Après la guerre, le cinéma britannique essuie encore avec César et Cléopâtre de Gabriel Pascal d'après George Bernard Shaw (1945), un de ses plus grands désastres, malgré la présence de Vivien Leigh : Shaw n'autorise aucune modification du texte qui ne soit pas de lui et désavoue l'actrice principale, les retards se multiplient à cause du mauvais temps, des raids aériens et de pénuries de toutes sortes : « avant même que le film ne soit achevé, on parlait déjà d'un budget de 5 millions de dollars ». Après sa sortie, Shaw compare le film à « l'illustration colorée d'une Bible bon marché ». En 1996, ce film est toujours considéré comme « le plus coûteux de toute l'histoire du cinéma britannique ». Si la télévision britannique exploite avec ferveur l'antiquité (notamment dans des adaptations de pièces de théâtre), le cinéma britannique s'éloigne de ce type de production risqué.

#### L’amorce
En 1949, fidèle à son genre fétiche, DeMille signe un classique de plus : Samson et Dalila avec le musclé Victor Mature (appelé à devenir une star du péplum) et Hedy Lamarr dans son dernier et plus grand succès. Selon l'anecdote, DeMille a convaincu les producteurs récalcitrants avec la seule image du couple vedette : un mâle baraqué et une femelle sensuelle à moitié nus. L'affluence du public lui donne raison.
À Cinecittà, la même année, les vétérans Carmine Gallone et Alessandro Blasetti donnent l'un Messaline et l'autre le spectaculaire Fabiola d'après le roman du cardinal Nicholas Wiseman, appliquant toujours la même recette : une héroïne irrésistible, traîtresse ou victime (la somptueuse Mexicaine María Félix et la Française Michèle Morgan d'une beauté marmoréenne), un héros beau et fort (les Français Georges Marchal et Henri Vidal), un méchant charismatique (Michel Simon). Un an plus tard, Marcel L'Herbier et Paolo Moffa s'associent pour une production franco-italienne, une autre version de Les Derniers Jours de Pompéi, avec l'excellente Micheline Presle (dont ce n'est pas le film le plus marquant), Georges Marchal encore, et Marcel Herrand en méchant bien sûr.
Les conditions semblent réunies pour que le péplum retrouve une place au premier plan du cinéma mondial. Il ne manque plus qu'une étincelle pour que l'incendie de Rome renaisse d'un éclat nouveau.

### Années 1950-1960: le second âge d’or du péplum

#### Productions américaines (1951-1968)

##### La renaissance du péplum
C'est à Cinecittà que s'opère la renaissance du péplum italien grâce aux Américains. En 1951 se déroule à Rome le tournage d'une nouvelle version de Quo vadis ?, signée par Mervyn LeRoy avec Robert Taylor et les Britanniques Deborah Kerr et Peter Ustinov — une renaissance placée sous le signe des premiers martyrs dans la Rome antique. Le triomphe de Quo vadis ? lance la mode du péplum à Hollywood durant plus de dix ans, et sacre Cinecittà capitale du cinéma américain. D'ailleurs, à plusieurs reprises des cinéastes italiens et américains collaborent ; les productions, les distributions et les équipes techniques sont internationales : grâce au péplum américain, Rome devient la capitale la plus cosmopolite du cinéma.

##### Ombres portées

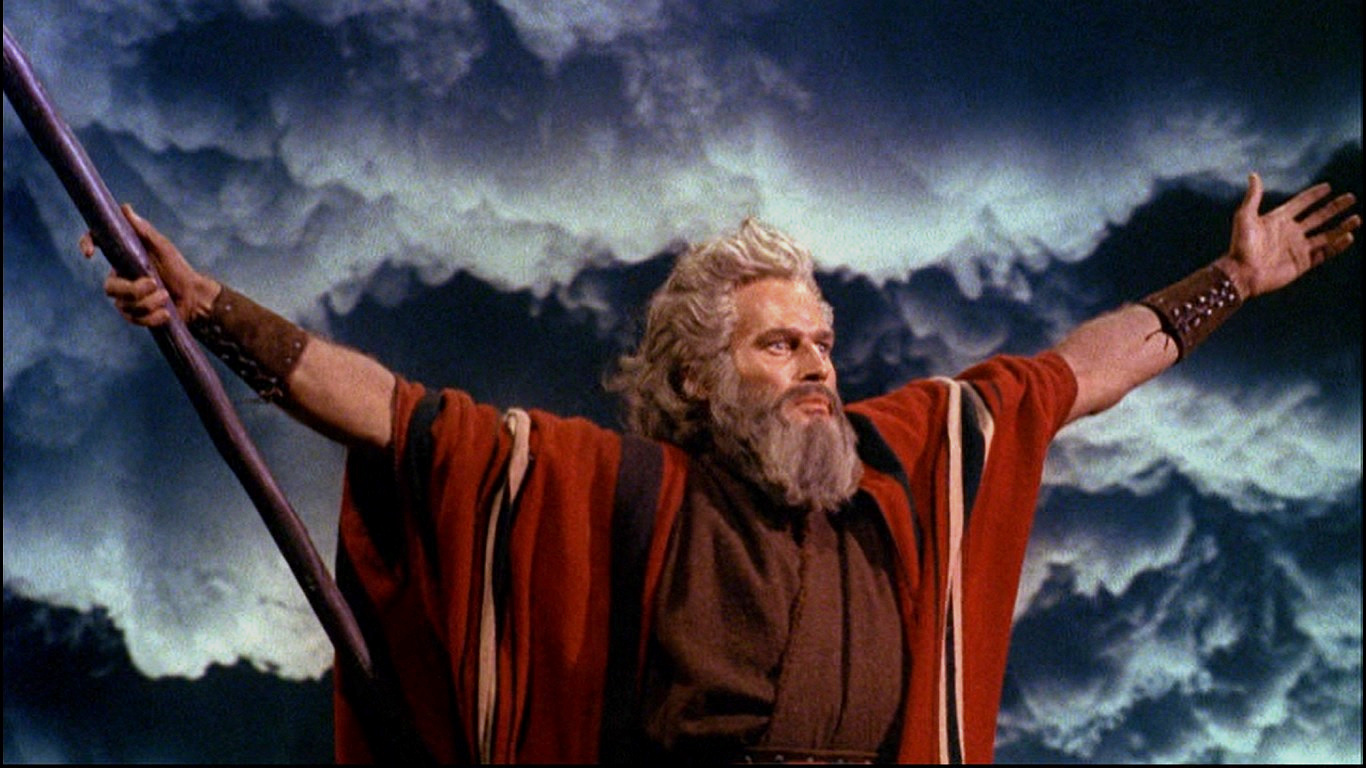
Charlton Heston dans Les Dix Commandements de Cecil B. DeMille en 1956.

Dans le sillage de Mervyn LeRoy, des cinéastes prestigieux de Hollywood s'attellent au genre : le vétéran Henry King avec David et Bethsabée (1951) reprend la recette de Samson et Dalila, comme plus tard un autre vétéran, King Vidor, pour son dernier film : Salomon et la Reine de Saba (1959) tourné en Espagne avec un budget colossal englouti par l'interruption du tournage à cause du décès de Tyrone Power et son remplacement par Yul Brynner avec lequel on dut refaire toutes les scènes précédemment tournées avec Power, par la construction du temple et d'un quartier entier de l'antique Jérusalem dans les studios de Séville, et enfin par les scènes de batailles tournées dans le désert de Saragosse ; Frank Borzage, encore un vétéran, finira également sa carrière sur un péplum biblique — Simon le pêcheur — en 1959 ; Cecil B. DeMille, le pape du péplum américain, tourne un remake en 1956 de son film Les Dix Commandements sorti en 1923, également dans le registre biblique ; le péplum américain à ce moment est plus que jamais une course au gigantisme : Les Dix Commandements rivalise en nombre de figurants avec La Terre des pharaons de Howard Hawks qui relate l’épopée de la construction titanesque de la pyramide de Khéops, sur un scénario notamment signé par William Faulkner (bien que selon certaines sources, dont Noël Howard, il n'en ait pas écrit une ligne !) et avec des décors d'Alexandre Trauner, dont le tournage a fait l'objet d'un livre de Noël Howard. William Dieterle (Salomé en 1953) et Michael Curtiz (L'Égyptien d'après le roman de Mika Waltari en 1954 — trente ans après L'Esclave reine — dont Marlon Brando refuse le rôle-titre, allant jusqu'au procès avec Darryl Zanuck et préférant, à tout prendre, interpréter Napoléon dans Désirée) complètent ce groupe de cinéastes déjà anciens, pour la plupart inexpérimentés dans le genre du péplum jusque dans les années 1950.

##### Passage obligé?
Parmi les « outsiders », Delmer Daves réalise pour 3,5 millions de dollars dans une banlieue de Los Angeles Les Gladiateurs (1954), la suite (au succès moindre) de La Tunique de Henry Koster (premier film en CinemaScope d'un coût de 4,5 millions de dollars en 1953), et Douglas Sirk met en scène Attila (Jack Palance) et l'empereur de Constantinople Théodose dans Le Signe du païen, qui traitent tous des débuts du Christianisme ; Robert Rossen s'attaque à la biographie d'Alexandre le Grand en 1956, tournée en partie en Espagne ; plus tard William Wyler, avec son fameux Ben Hur, évince le souvenir de son prédécesseur de 1926. Tous témoignent pareillement des fastes érotiques, artistiques et/ou athlétiques du Hollywood d'alors. Jules César de Joseph Mankiewicz (1953) n'appartient pas à cette veine spectaculaire, sobre adaptation de la pièce de Shakespeare. Une autre adaptation d'une pièce de théâtre par Chester Erskine, Androclès et le Lion, d'après George Bernard Shaw, est tournée la même année.
D'autres metteurs en scène s'illustrent dans le genre, parfois (souvent) dans des productions européennes : Richard Thorpe, disposant d'un budget dépassant les 5 millions de dollars, relance la carrière de Lana Turner (très dévêtue en prêtresse de l'amour) dans Le Fils prodigue d'après saint Luc en 1955 alors que Les Péchés de Jézabel de Reginald Le Borg n'aura pas d'impact notable sur celle de Paulette Goddard en 1953 ; Richard Fleischer réalise l'excellent Barabbas, avec un Anthony Quinn halluciné et hallucinant, le frère de Silvana Mangano en Jésus, et une scène de crucifixion tournée au cours de la véritable éclipse solaire du 15 février 1961 ; Robert Wise (avec Raoul Walsh, non crédité) Hélène de Troie avec, dans un rôle secondaire, la débutante Brigitte Bardot, et Jean Marais joue dans Ponce Pilate d'Irving Rapper (avec aussi une scène de crucifixion tournée au cours de la même éclipse totale du soleil du 15 février 1961 à Roccastrada en Toscane) ; ce dernier dirige également, associé au réalisateur italien Luciano Ricci, L'Esclave du pharaon relatant l'histoire de Joseph et ses frères et qui met notamment en présence Geoffrey Horne avec Belinda Lee (1960) ; Esclaves de Babylone (en) de William Castle (1960) et La Princesse du Nil de Harmon Jones (1954, avec le couple magnifique formé par Debra Paget et Jeffrey Hunter — N.B. : ce film ne se situe pas dans l'Antiquité contrairement au Serpent du Nil du même Castle sur la reine Cléopâtre) explorent également les hauts lieux de la haute antiquité. Jacques Tourneur (avec la complicité de Mario Bava) et Rudolph Maté s'attachent aux batailles avec respectivement : La Bataille de Marathon en 1959 (inspirée d'Hérodote et avec des scènes navales réglées par Bruno Vailati) et La Bataille des Thermopyles en 1962. Rome enfin inspire au Britannique Victor Saville Le Calice d'argent (qui marque les débuts de Paul Newman en 1954) et à André de Toth, L'Or des Césars où Jeffrey Hunter a cette fois Mylène Demongeot comme partenaire (1963).

##### Gravité et fantaisie
Le péplum, loin d'être réduit à un simple divertissement, continue d'attirer les grands réalisateurs jusqu'au début des années 1960. En 1960, Stanley Kubrick livre le spectaculaire Spartacus, au succès mérité et admiré par John Kennedy ; son héros et producteur Kirk Douglas (qui a raconté en détail l'aventure du film dans son autobiographie) tente de faire disparaître la version italienne antérieure, mise en scène par Riccardo Freda ; la même année Raoul Walsh met en image l'épisode biblique d'Esther, avec la Britannique Joan Collins ; l'année suivante, Nicholas Ray raconte l'histoire de Jésus (incarné par Jeffrey Hunter) dans Le Roi des rois, et Robert Aldrich reprend ou supervise (suivant les sources) le tournage de Sodome et Gomorrhe, cosigné par le jeune Sergio Leone qui méprise le genre et sabote ce film (dont l'échec fait trembler la puissante compagnie Titanus).
À côté s'esquissent des veines parodique et fantastique avec, d'une part la comédie musicale La Chérie de Jupiter réalisée par George Sidney (avec Esther Williams) et Le Forum en folie du Britannique Richard Lester, avec Buster Keaton en guest-star, d'autre part Jason et les Argonautes de Don Chaffey qui bénéficie du merveilleux art d'animation de Ray Harryhausen.

##### La condamnation
Les échecs successifs — et relatifs — du Cléopâtre de Joseph L. Mankiewicz, en 1963 (dont le tournage épique entamé par Rouben Mamoulian — qui abandonnera ensuite le cinéma — est l'un des sommets du star system) et de La Chute de l'Empire romain, d'Anthony Mann en 1964 (pour lequel le forum romain avait été reconstruit en grandeur réelle), films luxueux devenus des classiques (le second inspira Gladiator), entraînent la chute du péplum à Hollywood ; le genre mettra quatre décennies pour se relever. L'approche moraliste de ces deux mastodontes a peut-être découragé un public majoritairement à la recherche de divertissements légers.
Les monumentaux La Plus Grande Histoire jamais contée de George Stevens (1965, avec Max von Sydow en Jésus et Charlton Heston en Jean-Baptiste) tourné dans une région désertique du Sud des États-Unis, et La Bible de John Huston (1966, avec Ava Gardner en Sarah et Peter O'Toole en ange), qui ambitionnent de restituer l'Ancien et le Nouveau Testaments, passeront presque inaperçus... Pareillement, Le Dernier Romain (produit en Europe d'après un best-seller de l'Allemand Felix Dahn paru en 1876) sort en 1968 dans l'indifférence générale, malgré la présence à son générique du réalisateur Robert Siodmak (dont ce fut également le triste chant du cygne) et, face au Britannique Laurence Harvey : Orson Welles et Sylva Koscina dans les rôles de l'empereur Justinien et de sa femme Théodora.

##### Clichés
La recette basique du péplum américain a été fixée par Cecil B. DeMille : beau héros, musclé de préférence (Gregory Peck, Stephen Boyd, Charlton Heston, Yul Brynner, Marlon Brando), belle héroïne (Debra Paget, Rita Hayworth, Susan Hayward, Elizabeth Taylor, les Britanniques Joan Collins, Jean Simmons et Claire Bloom, les Italiennes Silvana Mangano, Sophia Loren et Gina Lollobrigida, les Françaises Mylène Demongeot, Ludmila Tchérina, Michèle Morgan et Anouk Aimée), action spectaculaire (orgies, batailles), décors et costumes somptueux. Les comédiens britanniques y ont généralement une place réservée (le crédit shakespearien), tradition conservée aujourd'hui : ainsi John Gielgud, Charles Laughton, Laurence Olivier, James Mason, Rex Harrison, Stewart Granger, Alec Guinness, George Sanders, Richard Burton ont été mis à contribution.
D'après, le spécialiste Florent Pallares, « cette génération de films à sujet antique fut marquée par des messages pacifiques issus principalement de la religion chrétienne où les États-Unis semblaient se conforter dans leur double position de peuple élu et de gendarme du monde. Tout cet univers était fortement codifié, avec des héros blonds aux yeux bleus luttant contre des déments bruns aux yeux sombres comme pour suggérer la pureté de l'un et la noirceur de l'autre ».

#### Productions italiennes (1952-1965)

##### Le péplum traditionnel

###### Les premiers triomphes
C'est Riccardo Freda, en maître du cinéma populaire, qui livre le premier son Spartacus en 1952, un de ses chefs-d'œuvre, avec le magnifique Massimo Girotti. La même année Gino Cervi incarne un Néron plus sympathique que d'ordinaire dirigé par Primo Zeglio tandis que Leonora Ruffo est la reine de Saba mise en scène par Pietro Francisci. L'année suivante est placée sous le signe de la femme avec Phryné, courtisane d'Orient de Mario Bonnard et Théodora, impératrice de Byzance de Riccardo Freda, avec son épouse Gianna Maria Canale, dans le rôle-titre. 1954 est marqué par les compositions de Kirk Douglas dans Ulysse de Mario Camerini au succès international et auquel rend hommage Cinema Paradiso de Giuseppe Tornatore, et d'Anthony Quinn dans Attila, fléau de Dieu de Pietro Francisci, l'un des maîtres du péplum. À côté, la débutante Sophia Loren, partenaire d'Alberto Sordi (Césarino) et Ettore Manni (Marc Antoine) dans Deux Nuits avec Cléopâtre de Mario Mattoli (sur un scénario d'Ettore Scola), peine encore à s'imposer — elle sera aussi Aïda d'après l'opéra de Giuseppe Verdi, grimée en noire et doublée par la cantatrice Tebaldi, rivale de Maria Callas.

###### Vogue
Une vogue est lancée : les Français Georges Marchal, Mylène Demongeot, Ludmila Tchérina, Sylvie, Henri Vidal, la Grecque Irène Papas font des sauts répétés dans le genre ou des incursions exceptionnelles. En 1955, la rousse américaine Rhonda Fleming s'illustre en Sémiramis, photographiée par Gábor Pogány sous la direction de Carlo Ludovico Bragaglia, qui dirigera plus tard Victor Mature et Sandra Milo dans Annibal et Louis Jourdan et Nicole Courcel dans Les Vierges de Rome (1961). Sous le signe de la croix (1956), Sous le signe de Rome (1958, terminé par Michelangelo Antonioni), les deux signés Guido Brignone, Aphrodite de Fernando Cerchio et Victor Tourjanski (sur un scénario cosigné par Damiano Damiani) mettent en vedette les plus belles femmes de l'écran : Gianna Maria Canale, Anita Ekberg en Zénobie, Belinda Lee, Sous le signe de Rome révèle la danseuse cubaine Chelo Alonso... Elles ont pour partenaires Jacques Sernas ou Massimo Girotti ; ce dernier interprète Auguste dans Le Roi cruel (Erode il grande) de Victor Tourjanski et participe au Judith et Holopherne de Fernando Cerchio. La fin des années 1950 est marquée cependant par le succès des Travaux d'Hercule de Pietro Francisci (1958), réussite parfaite qui lance le « style culturiste » : l'Américain Steve Reeves demeure à ce jour le meilleur Hercule. Dès lors ce genre ou sous genre ressuscité va tendre à éclipser (parfois par le nombre) le péplum traditionnel.

###### La guerre des péplums

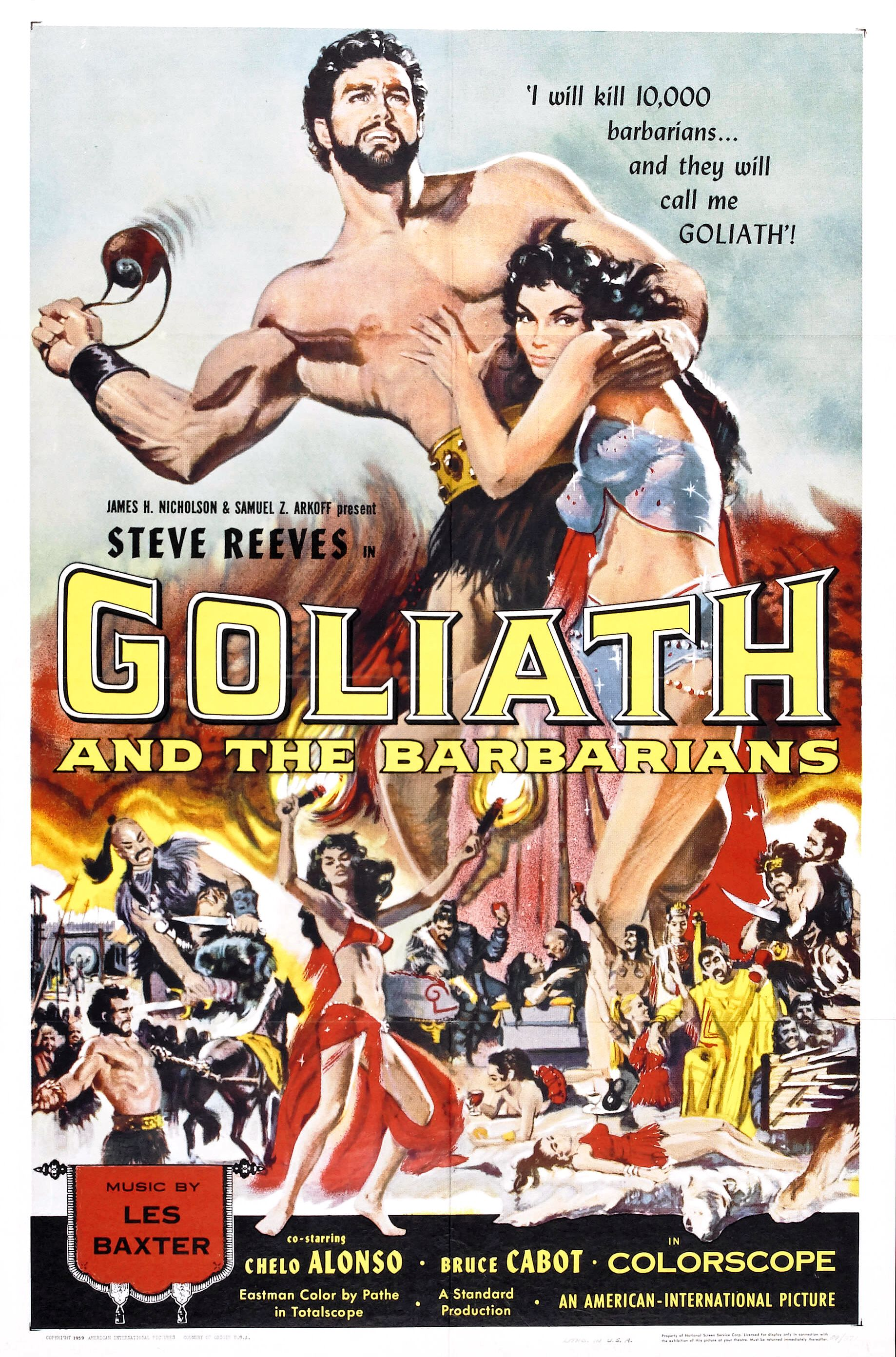
La Terreur des barbares de Carlo Campogalliani (1959).

En 1959, tandis que Steve Reeves et Chelo Alonso forment le couple le plus « chaud » de l'écran dans La Terreur des barbares du vétéran Carlo Campogalliani, Vittorio Cottafavi, un autre maître du péplum, donne le très beau Les Légions de Cléopâtre avec Linda Cristal (que Jean-Louis Bourget compare aux tableaux de Nicolas Poussin et Jacques Stella), et dirige Belinda Lee en Messaline... L'année suivante, c'est l'explosion.
L'explosion des femmes en réalité : un comble pour un genre réputé machiste ! Gianna Maria Canale dans le parodique La Reine des Amazones de Vittorio Sala, face à Rod Taylor et Dorian Gray (!), Debra Paget dans La Vallée des pharaons de Fernando Cerchio, Tina Louise dans Sapho, Vénus de Lesbos de Pietro Francisci, Rhonda Fleming dans La Révolte des esclaves de Nunzio Malasomma, Jeanne Valérie dans le Salammbô, aux coûteux décors, réalisé par Sergio Grieco (et avec Jacques Sernas, ex Pâris), Rossana Podestà (ex-Hélène) dans L'Esclave de Rome de Sergio Grieco encore. Cornel Wilde, dans Constantin le Grand de Lionello De Felice, paraît bien isolé, tiraillé entre Belinda Lee et Christine Kaufmann. Dans le même temps, Massimo Girotti rejoint les Argonautes dans Le Géant de Thessalie de Riccardo Freda ; un autre vétéran, Carmine Gallone, digne rival de Riccardo Freda ou Alessandro Blasetti, signe Carthage en flammes avec Pierre Brasseur et Daniel Gélin en réutilisant les décors de Salammbô ; le jeune Sergio Leone filme Le Colosse de Rhodes avec Lea Massari et le Canadien Rory Calhoun. John Drew Barrymore, héritier de la dynastie, Serge Gainsbourg, Ricardo Montalbán, Ettore Manni, Edmund Purdom (Le Fils prodigue à Hollywood), Fernando Rey, Dario Moreno, Michel Piccoli, les cascadeurs de l'opéra de Pékin (Maciste dans l'enfer de Gengis Khan de Domenico Paolella), Carlo Rambaldi (futur créateur du monstrueux Alien, bricolant pour le fauché Persée l'invincible d'Alberto De Martino) se coudoient sur les plateaux surchargés...

###### Essoufflement
À partir de 1961-1962, la production de péplums traditionnels baisse, submergée par les culturistes. Elle réserve encore de beaux moments puisque, durant ces années-là, Silvio Amadio et Alberto De Martino donnent leurs versions respectives des légendes de Thésée et Persée ; Mario Costa orchestre La Bataille de Corinthe tandis que Sergio Corbucci illustre l'histoire de Romulus et Rémus avec les culturistes Steve Reeves et Gordon Scott. Le maître Pietro Francisci réunit Rossano Brazzi, Tina Louise, Sylva Koscina (sacrée star depuis Les Travaux d'Hercule) et Gino Cervi dans La Charge de Syracuse et l'apprenti Sergio Leone cosigne avec Robert Aldrich Sodome et Gomorrhe paré d'une distribution internationale : Stewart Granger, Anouk Aimée, Stanley Baker et Rossana Podestà. Carlo Campogalliani traite quant à lui de Byzance dans Le Glaive du conquérant avec l'extraordinaire Jack Palance et la belle Eleonora Rossi Drago.
Autres beautés illustres du péplum : Dominique Wilms, Rosanna Schiaffino (Vénus dans L'Enlèvement des Sabines), Virna Lisi, Pascale Petit (la Cléopâtre de Victor Tourjanski et Piero Pierotti)... Autres vedettes américaines présentes : Howard Duff dans Foudres sur Babylone de Silvio Amadio, Cameron Mitchell dans Jules César conquérant de la Gaule de Tanio Boccia, Jeanne Crain dans Néfertiti, reine du Nil de Fernando Cerchio (où figure également Vincent Price), Alan Ladd dans Les Horaces et les Curiaces réalisé par Ferdinando Baldi et le Britannique Terence Young — des stars souvent en fin de course certes, mais le prestige demeure. Ferdinando Baldi, réalisateur adepte du travail en duo, cosigne avec Richard Pottier, David et Goliath. Il signe encore (et seul) en 1965 El Kebir, fils de Cléopâtre.

###### Chute
Une autre Sémiramis, déesse de l'Orient (Yvonne Furneaux dirigée par l'initiateur Primo Zeglio) ou Les Derniers Jours d'Herculanum selon Gianfranco Parolini ne changeront pas la donne : l'hémorragie a dopé le péplum musculeux, mais aussi le western, le policier et le thriller, le fantastique et l'horreur. Les réalisateurs et les interprètes sont souvent les mêmes. Les scénarios ne sont pas meilleurs ou pires, les budgets sont toujours souvent modestes, les chefs-d'œuvre jalonnent une production populaire foisonnante…

###### Renouveau enterré
Un des grands succès de 1962 est Les Titans de Duccio Tessari, péplum atypique salué par la critique et qui sort du circuit traditionnellement dévolu au genre. La distribution est aussi internationale : les italiens Giuliano Gemma et Antonella Lualdi, les français Jacqueline Sassard et le culturiste Serge Nubret, et le mexicain Pedro Armendáriz. Mais le ton est nouveau et n'aura pas ou presque de suite.

###### Parodies
Dès qu'il fut plébiscité, le péplum connut une vague de parodies allant du simple sketch au long métrage : Mario Soldati avec O.K. Néron ! tourné dans les décors du Quo vadis ? de Mervyn LeRoy en 1951, Steno avec Les Week-ends de Néron en 1956, Luciano Salce avec Les Pilules d'Hercule en 1960, voire Carlo Ludovico Bragaglia avec Les Amours d'Hercule la même année.
Le groupe d'humoristes britanniques des Monty Python a parodié le péplum dans certains sketches de leur show télévisé Monty Python's Flying Circus ainsi que dans le film Monty Python : La Vie de Brian qui mêle parodie de la vie du Christ avec celle de films tels que Ben-Hur.
Le cinéaste américain Mel Brooks parodie également le péplum dans son film La Folle Histoire du Monde. Il met en scène la ville de Rome en lui prêtant les airs d'une ville contemporaine. On y voit alors quelques anachronismes volontaires en clin d'œil à la société du vingtième siècle, notamment quand Mel Brooks interprétant Comicus, un « philosophe forain » au chômage, fait la queue d'un bureau d'administration pour toucher ses indemnités.
Enfin en 1982, le film français Deux heures moins le quart avant Jésus-Christ de Jean Yanne moque le péplum en exagérant les traits clichés du genre comme les références bibliques ou la musculature des personnages. Sur ce dernier point Jean Yanne grossis le caractère viril très présent dans le genre jusqu'à lui prêter une dimension sexuelle dans la scène de "l'homo-discothecus". Le personnage principal interprété par Coluche se nomme Ben Hur Marcel en référence au personnage du film homonyme de William Wyler interprété par Charlton Heston.

##### Le péplum musculeux (1958-1964)

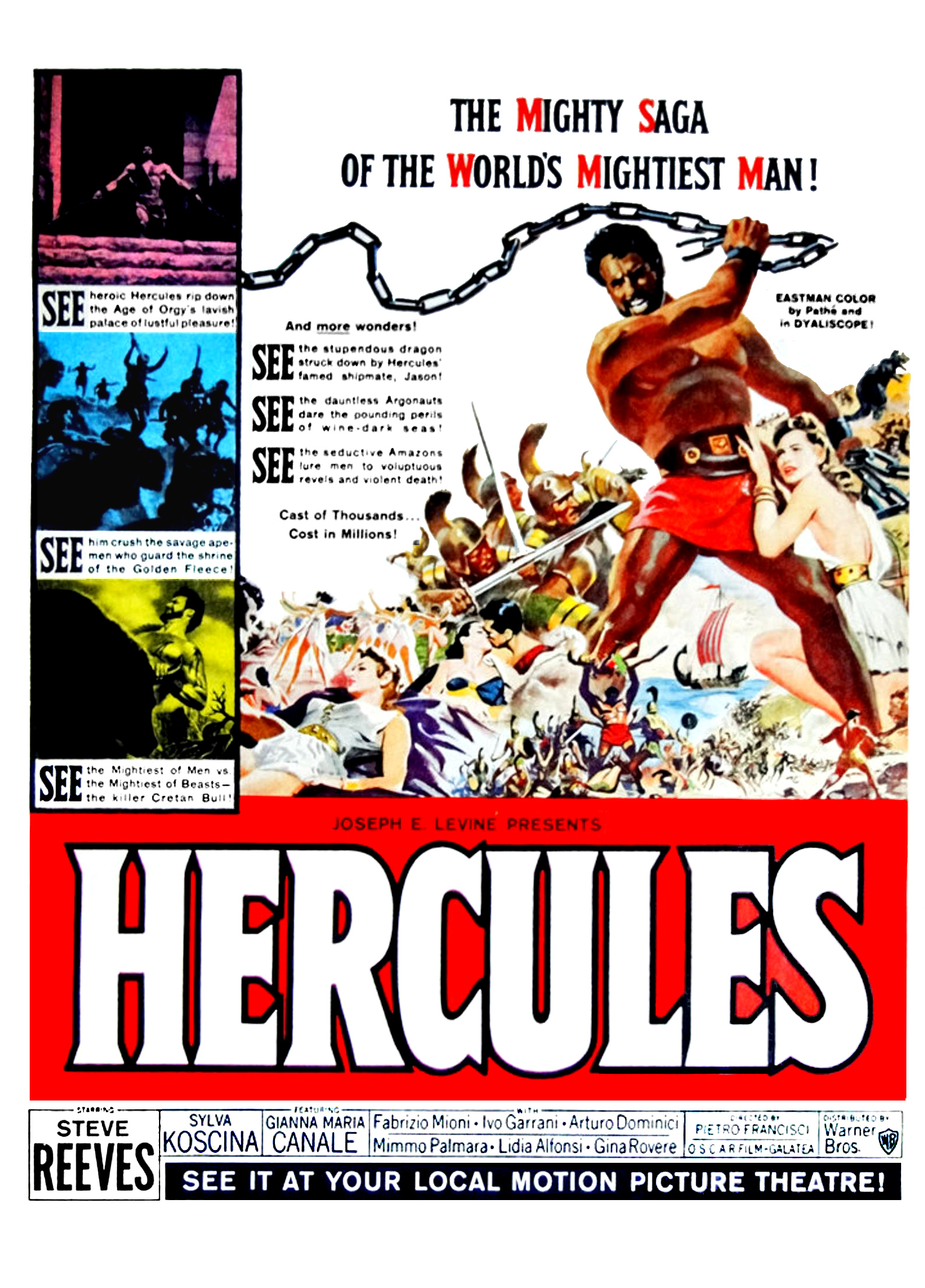
Page de publicité d'un magazine américain pour le film Les Travaux d'Hercule de Pietro Francisci (1958).

###### Le génie de Pietro Francisci et Ennio De Concini
Sur une idée d'Ennio De Concini (scénariste illustre, collaborateur de Michelangelo Antonioni, Vittorio De Sica et King Vidor), Les Travaux d'Hercule de Pietro Francisci (librement inspiré des Argonautiques d'Apollonios de Rhodes), au succès international, révolutionne le péplum en 1958 : le film relance la mode du péplum musclé et sacre stars l'Américain Steve Reeves et la Yougoslave Sylva Koscina (à noter la présence de Primo Carnera, ancien champion du monde de boxe poids lourds, incarnant le géant Antée). Le trio se reforme l'année suivante pour Hercule et la Reine de Lydie auquel participe aussi la Française Sylvia Lopez (épouse de Francis Lopez) décédée peu après. Érigé en symbole sexuel, Steve Reeves s'illustre au côté de Chelo Alonso dans La Terreur des barbares de Carlo Campogalliani dans le même temps. Si l'acteur culturiste (première vedette de ce type) collectionne les partenaires séduisantes (Mylène Demongeot dans La Bataille de Marathon de Jacques Tourneur en 1959, Gianna Maria Canale dans Le Fils de Spartacus de Sergio Corbucci…), il est aussi abonné aux rôles prestigieux, enchaînant en 1960 La Guerre de Troie de Giorgio Ferroni, Romulus et Rémus de Sergio Corbucci avec son premier rival, Gordon Scott, ainsi que Virna Lisi, Jacques Sernas et Massimo Girotti, en 1961, Les Conquérants héroïques (La leggenda di Enea) de Giorgio Venturini (alias Giorgio Rivalta) en 1962...

###### Tarzan, Goliath et Ulysse
Gordon Scott, ex Tarzan, s'impose dans le rôle du gladiateur Maciste comme le rival d'Hercule (Maciste contre le fantôme de Sergio Corbucci et Giacomo Gentilomo avec Gianna Maria Canale et Jacques Sernas, Le Géant à la cour de Kublai Khan de Riccardo Freda avec Yōko Tani et Valéry Inkijinoff qui se passe au XIIIe siècle), mais marche aussi sur les plates-bandes de son prédécesseur Steve Reeves : Hercule contre Moloch de Giorgio Ferroni en 1961, Hercule, héros de Babylone (le « prince Nippur » dans la version originale) de Siro Marcellini, avec Geneviève Grad en 1963, Hercule et la Princesse de Troie à la télévision en 1965. La star incarne aussi Goliath (par la grâce des distributeurs américains, qui ont rebaptisé ainsi Maciste, héros inconnu aux États-Unis) et Coriolan dans La Terreur des gladiateurs (Coriolano: eroe senza patria, avec Pierre Cressoy et Philippe Hersent) sur un scénario inspiré de Shakespeare et Plutarque, tourné par Giorgio Ferroni) et, dans un registre différent, Jules César face à Cléopâtre-Pascale Petit dans Cléopâtre une reine pour César, de Piero Pierotti et Victor Tourjanski (1962).
Le genre connaît une production très importante de 1960 à 1964. Les films, parfois avec un budget très limité, sont construits autour d'intrigues très simples dominées par la figure du héros, incarnation du bien et doté d'une force physique surhumaine. De véritables franchises s'organisent : Hercule, Maciste, Ursus, Samson, Goliath, les gladiateurs… Le fantastique et la fantasy imprègnent de poésie les décors naturels étranges et la naïveté assumée des représentations, grâce à une photo souvent recherchée — en tout cas dans les meilleurs des cas.
Les héros musclés se multiplient au même rythme que les « acteurs » apparaissent, à commencer par Kirk Morris (l'ex-gondolier Adriano Bellini) qui interprète Le Triomphe de Maciste en 1961 et, avec la Britannique Margaret Lee comme partenaire, Samson l'Invincible en 1963 (qui est, comme son nom ne l'indique pas, un film de pirates situé aux Antilles), les deux signés par Tanio Boccia, et travaille avec les meilleurs réalisateurs du genre : Riccardo Freda pour Maciste en enfer (1962), où l'au-delà antique est figuré par des grottes près de Bari et de Rome, et Pietro Francisci pour Hercule, Samson et Ulysse en 1964.

###### Vampires et Mongols
(mai 2017).
Une armée de culturistes, venue de tous horizons, vient combattre ennemis et monstres, mais également séduire légions de belles filles de l'Antiquité. Tous ces héros musculeux marquent le genre par leurs exploits fantaisistes, occasionnels ou répétés :
- Roger Browne, Américain, fait ses armes dans le péplum Ponce Pilate de Gian Paolo Callegari et Irving Rapper (1962), avant d'incarner, la même année, Mars dans Vulcain, fils de Jupiter d'Emimmo Salvi, puis joue dans Les Dix Gladiateurs de Gianfranco Parolini (1963), affronte son compatriote Gordon Mitchell dans Les Gladiateurs les plus forts du monde et étreint Scilla Gabel dans La Vengeance de Spartacus, ces deux derniers films réalisés par Michele Lupo (1964),
- Samson Burke, Canadien de Montréal, incarne Ursus dans La Vengeance d'Ursus de Luigi Capuano en 1961, avant de jouer, en 1962, les Hercule et Maciste respectivement dans les parodies Les Trois Stooges contre Hercule d'Edward Bernds et Totò contre Maciste de Fernando Cerchio,
- Sergio Ciani alias « Alan Steel », Italien né à Rome, est Maciste aux côtés de Pierre Brice et Massimo Serato dans Maciste contre Zorro d'Umberto Lenzi, qui se passe au... XVIe siècle (!),

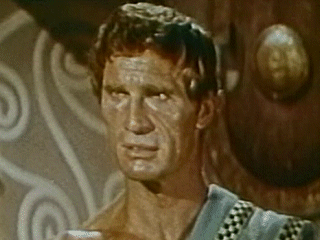
Gordon Mitchell dans La Colère d'Achille de Marino Girolami (1962).

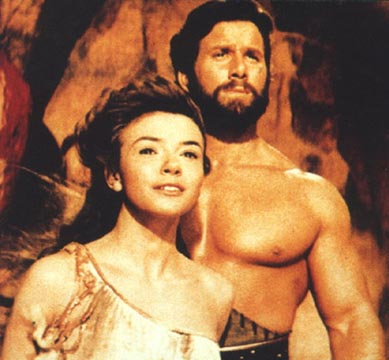
Reg Park avec Laura Efrikian dans Hercule à la conquête de l'Atlantide de Vittorio Cottafavi (1961).

- Mark Forest, Américain de Brooklyn, incarne Maciste, notamment face à Chelo Alonso dans Le Géant de la vallée des rois de l'inépuisable Carlo Campogalliani, Maciste l'homme le plus fort du monde d'Antonio Leonviola en 1962, Maciste contre les Mongols de Domenico Paolella, qui se passe au XIIIe siècle, et Maciste et les cent gladiateurs de Mario Caiano en 1964, La Vengeance d'Hercule de Vittorio Cottafavi (face à Broderick Crawford), Hercule contre les fils du Soleil d'Osvaldo Givirami, production italo-espagnole à laquelle participe Giuliano Gemma (vedette des Titans de Duccio Tessari). Mark Forest profite de sa carrière italienne pour étudier l'opéra et ensuite l'enseigner à Los Angeles,
- Ed Fury, Américain, joue les Maciste/Ursus dans Maciste dans la vallée des lions (Ursus nella valle dei leoni en version originale) de Carlo Ludovico Bragaglia en 1961, Maciste à la cour du Cheik de Domenico Paolella en 1962, Ursus dans la terre de feu de Giorgio Simonelli en 1963, Ursus/La Fureur d'Hercule de Carlo Campogalliani (avec Moira Orfei),
- Brad Harris, Américain de l'Idaho, est Samson dans Samson contre Hercule en 1961, puis Hercule dans Hercule se déchaîne en 1962, deux films où il retrouve Serge Gainsbourg en méchant, deux réalisations de Gianfranco Parolini,
- Mike Lane (en), Américain né à Washington DC, est l'Hercule qui affronte l'Ulysse Georges Marchal dans Ulysse contre Hercule de Mario Caiano en 1962,
- Reg Lewis, Californien, sacré « Junior Mr. Olympics » à 17 ans, incarne Maciste dans Maciste contre les monstres de Guido Malatesta, avec la Britannique Margaret Lee comme partenaire (1962),
- Peter Lupus alias « Rock Stevens », Américain natif d'Indianapolis, avant d'être l'un des gros bras de la série télévisée Mission impossible, joue les Hercule/Goliath dans Goliath à la conquête de Bagdad (également exploité sous le titre Hercule contre les tyrans de Babylone) de Domenico Paolella en 1964, et Spartacus dans Hercule défie Spartacus (Il gladiatore che sfidò l'impero), encore réalisé par Paolella (1965),
- Gordon Mitchell, Californien, est Maciste dans Maciste contre le Cyclope — et dans les bras de Chelo Alonso — d'Antonio Leonviola en 1961, puis joue dans La Colère d'Achille de Marino Girolami (avec le Français Jacques Bergerac) en 1962, bien après sa figuration dans Les Dix Commandements en 1956 et avant d'être le bandit du Satyricon de Federico Fellini (1969),
- Reg Park, Britannique né à Leeds, joue en 1961 Hercule dans Hercule à la conquête de l'Atlantide de Vittorio Cottafavi (Gian Maria Volonté incarne le roi de Sparte) avec des allusions à la menace nucléaire et aux manipulations génétiques, puis dans Hercule contre les vampires de Mario Bava (avec Christopher Lee),
- Joe Robinson, Britannique originaire de Newcastle upon Tyne, incarne Ursus face à Yōko Tani en princesse tartare dans La Fille des Tartares de Remigio Del Grosso (it) en 1961, avant d'être Thor dans Les Gladiatrices d'Antonio Leonviola en 1963,
- Dan Vadis, Américain né à Shanghai, aidé dans le métier par son ami Gordon Mitchell[32], incarne en 1962 Ursus dans Ursus gladiateur rebelle de Domenico Paolella, puis, en 1964, Hercule dans Hercule l'invincible d'Alvaro Mancori et dans Le Triomphe d'Hercule d'Alberto De Martino, avec Marilù Tolo en irrésistible princesse…

###### Autres voies
Dès 1963, les variations fantastiques de Jason et les Argonautes de Don Chaffey ainsi que le fort apport fantastique des Hercules avec Reg Park, ont créé la fantasy au cinéma, ancêtre des futurs Conan le Barbare, Barbarians et autres Kalidor des années 1980. Don Chaffey dirigera aussi, quatre ans plus tard, La Reine des Vikings avec Don Murray et Carita (en), qui se déroule sous l'occupation romaine, film produit par la Hammer et filmé dans les Cornouailles.
Mais avec la sortie de Pour une poignée de dollars en 1964, le western spaghetti remplace le péplum, et le genre pourtant prolifique disparaît brusquement des écrans. Il survit dans des conditions précaires : ainsi, en 1983, Lou Ferrigno endosse la panoplie du roi du péplum musclé dans Hercule de Luigi Cozzi (alias Lewis Coates).
Les paysages brûlés d'Almería en Espagne deviennent le cadre habituel des westerns européens voire américains. S’y déroulent également, tout ou partie, Le Roi des rois de Nicholas Ray, Cléopâtre de Joseph L. Mankiewicz, Saül et David de Marcello Baldi... Le forum romain dans La Chute de l'Empire romain d'Anthony Mann est reconstitué à Madrid. Le tournage des Vierges de Rome, de Vittorio Cottafavi et Carlo Ludovico Bragaglia, s'effectue entre Belgrade et Cinecittà... Le Fils de Spartacus est filmé en Égypte et des ruines romaines situées en Algérie apparaissent dans L'Âne d'Or de Sergio Spina... La désaffection du public et des auteurs envers le péplum touche aussi l'Italie, tant le genre et le pays paraissent, une fois de plus, liés.
Entre 1960 et 1964, le cinéma italien a produit 130 péplums, ce qui constituait un quart de sa production totale. De 34 péplums sortis en 1964 (année record), le nombre tombe à 14 l'année suivante et a complètement disparu en 1968.

##### Les films d’auteurs (années 1960)

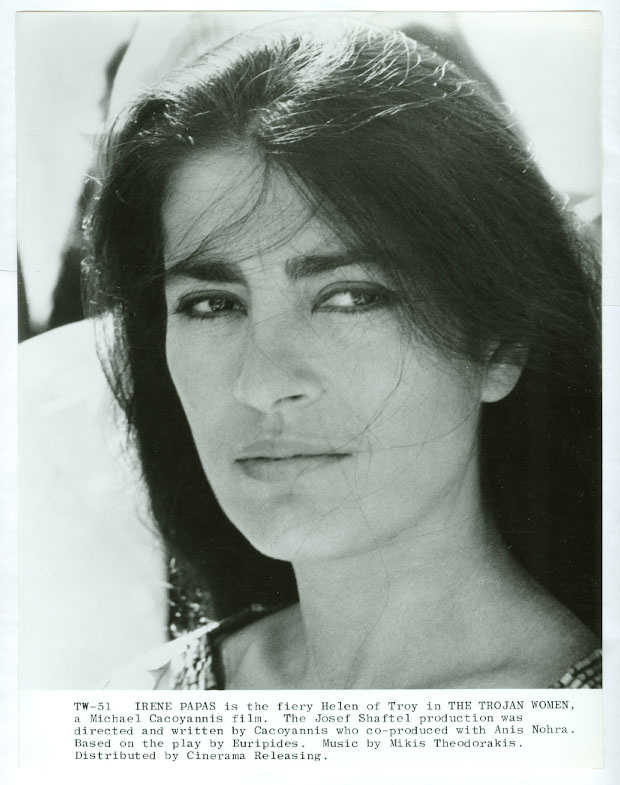
Irène Papas dans Les Troyennes de Michael Cacoyannis (1971).

Comme Joseph Mankiewicz avec Jules César, le cinéaste grec Michael Cacoyannis explore une veine mineure du péplum en adaptant trois pièces d'Euripide, avec pour actrice fétiche la tragédienne Irène Papas : Électre en 1962, Iphigénie en 1977 et Les Troyennes en 1971, ce dernier doté d'une distribution royale : l'Américaine Katharine Hepburn, la Britannique Vanessa Redgrave et la Canadienne Geneviève Bujold. Míkis Theodorákis rythme l'action de ses compositions originales.
Si Michael Cacoyannis acquiert une renommée internationale, la fresque antique et amorale du Satyricon de Federico Fellini, sortie en 1969 et inspirée du roman attribué à Pétrone, courtisan condamné à mort par Néron, est l'un des plus grands films du Maestro. L'année précédente, Gian Luigi Polidoro avait réalisé sa propre version du Satyricon, plus modeste, qui réunissait Tina Aumont, Ugo Tognazzi et Valérie Lagrange. Sous le signe du scorpion des frères Taviani, amateurs de péplum ainsi qu'ils l'ont montré dans Good Morning, Babylon, se situant dans un temps indéterminé, se rattache difficilement au péplum.
Pier Paolo Pasolini, autre grand nom du cinéma italien qui avait déjà adapté L'Évangile selon saint Matthieu en 1964 (avec Enrique Irazoqui en Jésus, film accusé de participer à la propagande communiste) exploite pareillement le péplum, recréant une Antiquité crédible à partir de folklores d’Afrique et d’Asie : Médée offre à Maria Callas son seul rôle au cinéma (et quel rôle) en 1969, et dans Œdipe Roi (1967), d’après Sophocle, sur une bande originale mêlant Mozart et musiques traditionnelles de Roumanie et du Japon, Silvana Mangano ex-Pénélope interprète Jocaste. En 1968, le Britannique Philip Saville réalise sa version d'Œdipe Roi de Sophocle en décors naturels, avec le concours de Christopher Plummer, Lilli Palmer et Orson Welles.
Jerzy Kawalerowicz, compatriote de Henryk Sienkiewicz, donne en 1966 un superbe Pharaon d'après le roman de Bolesław Prus, qui relate les affrontements entre Ramsès XIII et les prêtres de sa capitale.
Ces films, malgré leur réussite et leur retentissement critique, demeurent des exceptions, presque des exercices de style, à la façon du film de Jean-Luc Godard, Le Mépris (1963), qui met en scène Fritz Lang sur le tournage d'un péplum (L’Odyssée) tandis que le producteur de film, interprété par Jack Palance, est surtout intéressé par la présence de belles actrices en naïades dénudées.

### Trois décennies de purgatoire

#### Décadence
La vague des films érotiques dans les années 1970 récupère le genre : les orgies romaines sont le cœur de ces films et Caligula y est souvent mis en scène. Messaline, Impératrice et Putain de Sergio Corbucci sort en 1977 et, en 1979, le festival de Cannes découvre avec stupeur les orgies non simulées du Caligula de Tinto Brass, qui bénéficie d'un budget important, de collaborations prestigieuses et éclectiques (Bob Guccione, Hugh Hefner, Gore Vidal), et d'une distribution britannique particulièrement brillante : Malcolm McDowell dans le rôle-titre, Helen Mirren, Peter O'Toole en Tibère, John Gielgud en Nerva… De nombreux péplums érotiques sont produits jusque dans les années 1980 et la Rome antique demeure un cadre classique pour les films pornographiques.

#### Intermittences

##### Les sujets classiques
Malgré sa disgrâce, le péplum continue de hanter le cinéma. 20 ans après avoir été le « Marc Antoine » du Julius Caesar de David Bradley, Charlton Heston, ex-Ben Hur et Moïse, devient celui du Julius Caesar de Stuart Burge (1970). Le film n'aura pas davantage de retentissement que le court-métrage L'Assassinat de Jules César de Raul Araiza avec Anthony Quinn et Irène Papas, tourné deux ans plus tard.
La même année, Carmelo Bene, acteur chez Pier Paolo Pasolini, filme Salomè d'après la tragédie Salomé d'Oscar Wilde (non crédité). Sa pièce (dont l'argument lui fut fourni par un conte de Gustave Flaubert) est d'ailleurs la seule pièce « antique » qui semble avoir les honneurs d'adaptations régulières, par Clive Donner en 1973, par un court métrage de Pedro Almodóvar en 1978, et surtout par Claude d'Anna en 1986.

##### Entre respect et transgressions
Les prophètes des trois monothéismes font aussi l'objet de films : Le Message de Mustapha Akkad (1976), production britannique, libanaise et libyenne, raconte les débuts de l'Islam ; la même année, Moïse de Gianfranco De Bosio, tourné pour la télévision, offre à Burt Lancaster l'occasion de rivaliser avec Charlton Heston ; enfin Jésus de Nazareth de Franco Zeffirelli (1977, coécrit par Anthony Burgess), série télévisée commandée par le Vatican fait de Robert Powell l'incarnation la plus connue du Christ — avec Anne Bancroft en Marie Madeleine. Deux années plus tard, Peter Sykes et John Krish mettent en scène Jésus (The Jesus Film), projet atypique qui respecte scrupuleusement le texte de l'évangile selon saint Luc, avec le Britannique Brian Deacon dans le rôle principal. Dans le même ordre d'idées, Roberto Rossellini donne en 1975 Le Messie (qui prend place dans sa série de films « éducatifs » entre Blaise Pascal et La Prise du pouvoir par Louis XIV) au dépouillement évangélique méprisé selon le réalisateur par la critique — « alibi de la société du spectacle au nom de l'esthétique » — mais apprécié d'un public populaire.
Plus iconoclaste mais non dénué d'un souci de fidélité « à la lettre », Sebastiane du britannique Derek Jarman (1976) donne à voir le martyre du favori de l'empereur Dioclétien et constitue un ovni même dans la production du cinéma homosexuel underground, entièrement dialogué en latin et interdit aux moins de dix-sept ans à sa sortie, neuf ans après la dépénalisation de l'homosexualité en Grande-Bretagne — notons que le péplum, avec sa charge érotique revendiquée, constitue un terrain privilégié d'expression pour toutes les sexualités (cf. la lecture homosexuelle de la relation entre Ben-Hur et Messala).
Plus léger, mais aussi iconoclaste, le péplum biblique Le Larron de Pasquale Festa Campanile (1981) renoue avec l'humour sans sombrer dans la parodie. Dans un autre registre, Le Choc des Titans de Desmond Davis la même année, avec Harry Hamlin en Persée, entouré par sa compagne Ursula Andress (Aphrodite), les Britanniques Laurence Olivier en Zeus idéal, Maggie Smith en Thétis et Claire Bloom en Héra parfaite (selon la recette américaine), et les effets spéciaux du génial Ray Harryhausen, malgré son succès, ne connaîtra pas plus de descendance... jusqu'à une date récente.

##### Succès et désastre
En 1982, Deux heures moins le quart avant Jésus-Christ de et avec Jean Yanne, et avec également Michel Serrault en Jules César efféminé et Coluche en « Ben Hur Marcel », rend compte du délabrement du genre pour le grand public. En 1984, la courageuse tentative de Bruce Beresford et Richard Gere de ressusciter le péplum hollywoodien s'achève en désastre critique et financier, et l'échec de Le Roi David condamne encore le genre à quinze années d'exil et de confidentialité, du moins sur grand écran. En 1986, Warrior Queen de Chuck Vincent (en) (inédit en France) met en scène des esclaves à Pompéi.

##### Censure et esthétique
Claude d'Anna tourne dans les studios de Paolis à Rome une nouvelle version de Salomé (1986) librement inspirée de la pièce d'Oscar Wilde, produite par Menahem Golan et Yoram Globus, bénéficiant d'un généreux budget, de la photographie de Pasqualino De Santis, avec cottes de maille provenant du film Alexandre Nevski de Sergueï Eisenstein et interprètes principaux issus de la scène shakespearienne britannique (exception faite pour Tomás Milián), une armée de figurants et des décors fastueux. Deux versions en réalité, puisque l'une était destinée à la télévision américaine. Les propos du cinéaste montrent une fois de plus le mépris dans lequel est maintenu le péplum traditionnel : « Je n'avais qu'une crainte : tomber dans le péplum. Affubler Hérode d'une petite jupette me terrifiait. Alors on a oublié Rome, on a oublié la Judée, on a travaillé comme si on réalisait un film de science-fiction qui se situerait dans le passé. » et plus loin « Si ce film devait ressembler à quelque chose, ce serait à un opéra ». Mais où est passé ce film ? En 1996 sort tout aussi discrètement Néfertiti, la fille du soleil de Guy Gilles (que celui-ci a eu du mal à financer), avec Ben Gazzara en Aménophis III et Antonella Lualdi en reine Tiyi (selon la recette italienne).
Martin Scorsese adapte le livre polémique de Níkos Kazantzákis, La Dernière Tentation en 1988, et le film, avec David Bowie en Ponce Pilate, suscite des menaces lors de sa sortie en salles. En 1994, L'Émigré, « fable réaliste » inspirée par l'histoire de Joseph et ses frères interdit par la censure islamiste constitue l'unique incursion de l'Égyptien Youssef Chahine dans l'Antiquité, trois ans avant Le Destin qui se déroule au Moyen Âge (également interdit).

#### Télévision

##### Années 1970
La monumentale série télévisée européenne L'Odyssée réalisée par Franco Rossi (et Mario Bava pour l'épisode Polyphème) et produite par Dino De Laurentiis (qui vit les choses en grand avec un budget de huit millions de francs, deux ans de préparation et huit mois de tournage) n'a pas non plus lancé un vaste mouvement sur le petit écran. L'Italie, la France, l'Allemagne et la Yougoslavie s'associèrent en 1968 pour produire cette série remarquable. L'Albanais Bekim Fehmiu tenait le rôle d'Ulysse, surclassant Kirk Douglas, la Grecque Irène Papas, habituée du genre, reprenait le personnage de Pénélope ; les Français Renaud Verley (Télémaque) et Juliette Mayniel (Circé) — autre habituée —, et l'Américaine Barbara Bach, en Nausicaa de rêve, complétaient ce « casting » trois étoiles.
Il faut attendre 1976 pour que le Britannique Herbert Wise (qui n'a rien à voir avec celui qui avait déjà réalisé Seul contre Rome en 1962, de son vrai nom Luciano Ricci, avec Lang Jeffries dans le rôle du gladiateur Brenno et Rossana Podestà) donne un autre chef-d'œuvre du péplum à la télévision. Moi Claude empereur, d'après le roman de Robert Graves Moi, Claude, adapte de façon théâtrale les intrigues familiales de la dynastie julio-claudienne. Autour de Derek Jacobi dans le rôle-titre gravitent notamment Siân Phillips (en vénéneuse impératrice Livie) et John Hurt en Caligula…
L'année suivante, en France, le roman de Maurice Genevoix, Vaincre à Olympie, est adapté sur le petit écran, avec des habitués du genre : Jean Marais et Georges Marchal, jeunes premiers rivaux des années plus tôt.

##### Les années 1980: entre politique et glamour
Encore quelques années et Masada de Boris Sagal marque l'année 1980 : Peter O'Toole forme le couple vedette avec la magnifique Barbara Carrera, et Anthony Quayle apporte une caution supplémentaire comme Britannique et shakespearien. Comme souvent dans le péplum (romans et films), les implications politiques du sujet sautent aux yeux, et la distance temporelle facilite les transpositions. La même année, James Cellan Jones réalise en Tunisie le téléfilm Le jour où le Christ est mort (avec Chris Sarandon dans le rôle-titre), fidèle au contexte historique et traité à la manière d'une tragédie classique, l'action se déroulant en 24 heures.
En 1984, Peter Hunt remporte un beau succès grâce à l'inusable roman de Bulwer Lytton avec la série télévisée Les Derniers Jours de Pompéi tournée à Pompéi et dans les studios de Pinewood à Londres pour ABC : Lesley-Anne Down et le musclé Duncan Regehr sont les révélations « hot » de la saison, Olivia Hussey, ex-Juliette chez Franco Zeffirelli, Laurence Olivier apportent leur sérieux, l'Italien Franco Nero fournit l'exotisme en composant un Égyptien fourbe. Cette télésuite est sans conteste une des meilleures adaptations du roman. L'année suivante, une autre série à gros budget, tournée pour NBC, semble annoncer une nouvelle vague de péplums : Anno Domini (à laquelle collabore le grand écrivain Anthony Burgess) qui concerne également les débuts du christianisme offre à Michael Wilding Jr. (de), fils de Michael Wilding et Elizabeth Taylor, le rôle de sa vie : Jésus ; les Britanniques Anthony Andrews (un Néron d'anthologie) et James Mason, les Américaines Ava Gardner (dans le rôle d’Agrippine) et Jennifer O'Neill (dans le rôle de Messaline), l'Espagnol Fernando Rey en impeccable Sénèque donnent une idée de cette autre réussite télévisée. En France, Gérard Brach scénarise et dialogue la fable Esclave et Pharaon (1985), tournée en désert naturel, dont l'intrigue se déroule durant les invasions hyksos.
Hélas, la vague annoncée vient mourir et le péplum survit à la télévision surtout à travers la fantasy et des héros et héroïnes surhumains, Hercule ou Xéna.

##### Sujets religieux dans les années 1990
1994 marque le début d'une série de téléfilms mettant en scène l'Ancien Testament :
- Abraham de Joseph Sargent avec Richard Harris, Barbara Hershey en Sarah et Maximilian Schell en pharaon ;
- Jacob de Peter Hall avec Matthew Modine, Lara Flynn Boyle en Rachel et l'incontournable Irène Papas en Rébecca.

Ces réalisations sont suivies, l'année d'après, par deux téléfilms réalisés par Roger Young, La Bible : Moïse et La Bible : Joseph avec Ben Kingsley en Moïse et Christopher Lee en Ramsès, ainsi que Monica Bellucci en reine d'Égypte face à Martin Landau (Jacob).
En 1996, Nicolas Roeg signe une nouvelle adaptation de Samson et Dalila avec Eric Thal (en) et Elizabeth Hurley dans les rôles titres, Dennis Hopper et Diana Rigg en compléments.
En 1999, L'Arche de Noé de John Irvin offre à Jon Voight un rôle monumental et à James Coburn une participation originale.
La même année, Franc Roddam livre une énième Cléopâtre, où le James Bond shakespearien Timothy Dalton prête ses traits à Jules César et Billy Zane les siens au séducteur Marc Antoine, et Roger Young encore signe Jésus avec Jeremy Sisto dans le rôle principal, Armin Mueller-Stahl en Joseph, Jacqueline Bisset en Marie et Gary Oldman en Ponce Pilate ; en France, Serge Moati choisit Arnaud Giovaninetti pour incarner le Christ dans son Jésus adapté par Jacques Duquesne.
Exception dans ce concert de louanges religieuses (mâtinées d'humour) : L'Odyssée par le grand Andreï Konchalovsky (1997) bénéficie d'un budget de 40 millions de dollars et d'une distribution quatre étoiles et plus — Armand Assante, Greta Scacchi (Penelope), Isabella Rossellini (Athena), Irène Papas, Geraldine Chaplin, Christopher Lee en Tiresias, Vanessa Williams en Calypso, Nicholas Clay — mais ne retrouve pas la poésie de Franco Rossi.
Même l'animation semble annoncer la résurrection du péplum lorsque sortent Hercule des studios Disney en 1997 et Le Prince d'Égypte des studios Dreamworks en 1998.

### Renaissance du genre dans les années 2000

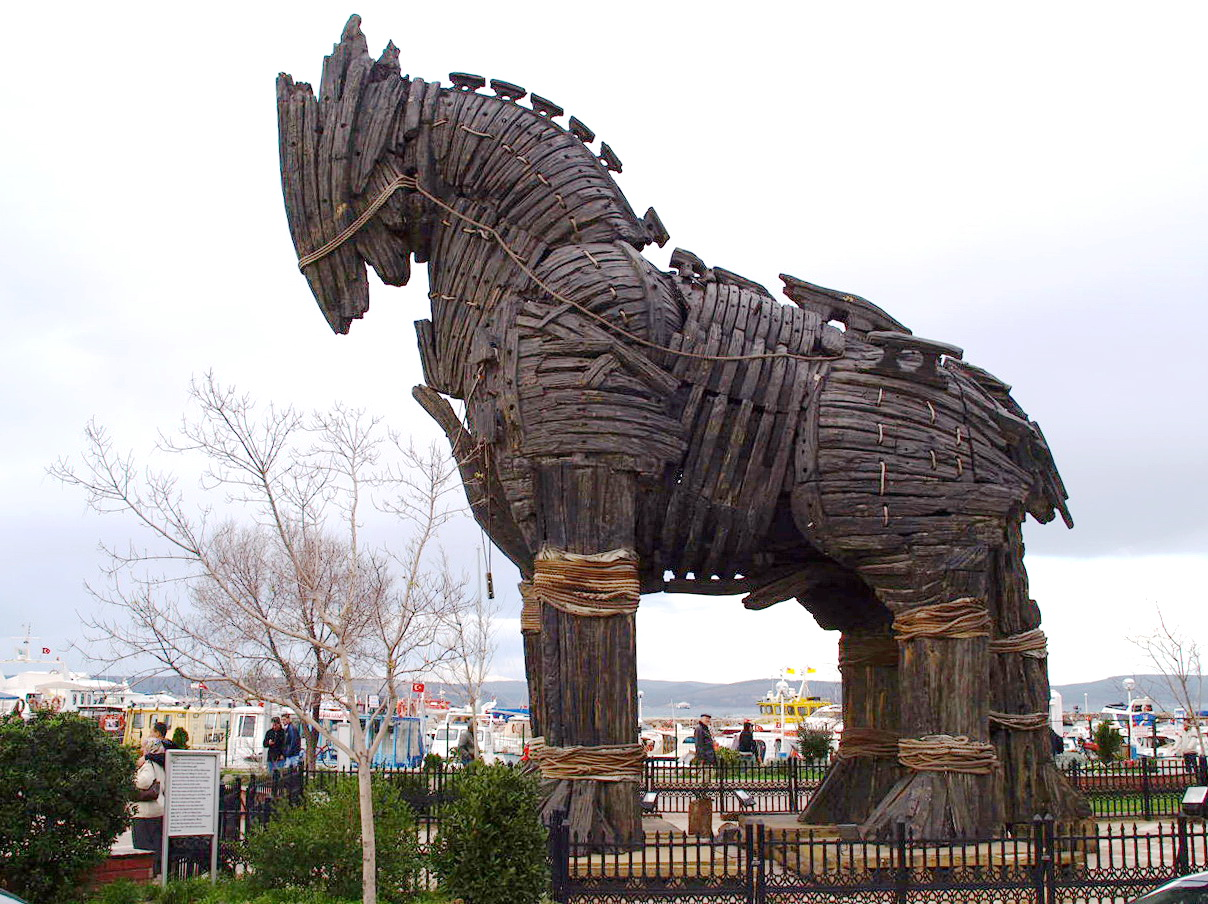
La maquette du cheval de Troie utilisée pour le film Troie de Wolfgang Petersen, conservée à Çanakkale.

En 2000, Gladiator, de Ridley Scott, librement inspiré de La Chute de l'Empire romain d'Anthony Mann, remporte un vif succès au box-office et suscite un regain d'intérêt pour les films à sujet antique. Russell Crowe s'installe dans la mythologie du genre, ainsi que Joaquin Phoenix en empereur dément ; Richard Harris, Oliver Reed et Derek Jacobi cautionnent l'aventure de leur stature britannique. L'année suivante, le Quo vadis ? de Jerzy Kawalerowicz (35 ans après Le Pharaon) n'obtient pas la même audience. Ce sera le dernier film du grand réalisateur polonais. L'Enquête sacrée (L'inchiesta, 2006) de l'Italien Giulio Base, coécrit par Suso Cecchi D'Amico, avec quand même Dolph Lundgren, Ornella Muti (Marie-Madeleine), F. Murray Abraham, Max von Sydow (ex-Jésus) en Tibère, Enrico Lo Verso en saint Pierre — et le réalisateur, non crédité, en Lazare —, ne déplacera pas davantage les foules.
En 2004, sont sortis sur les écrans deux nouveaux blockbusters américains : Troie de Wolfgang Petersen, librement inspiré de l’Iliade (les stars se bousculent avec, en tête, Brad Pitt dans le rôle d'Achille, Julie Christie, et Peter O'Toole en Priam) et Alexandre d'Oliver Stone, nouvelle adaptation de la vie d'Alexandre le Grand, avec Colin Farrell dans le rôle du conquérant, Angelina Jolie succédant à Danielle Darrieux, et Anthony Hopkins en autorité de la vieille Angleterre.
Si les années 2000 connaissaient un second souffle notamment avec les films Gladiator et Troie, films populaires, les autres péplums sortis dans le créneau des années 2000 à 2013 sont passés quasiment inaperçus. Si la qualité des films n'est pas mauvaise, leur popularité laisse songeur, surtout concernant les péplums à caractère réaliste. Les seuls péplums sont davantage axés sur l'imaginaire comme l'ont montré 300 (2006) ainsi que les films Le Choc des Titans (2010) et La Colère des Titans (2012) qui ne diffèrent pas des grosses productions hollywoodiennes ayant pour sujets des super-héros. Encore une fois, les films plus réalistes de qualité ne manquaient pas (Centurion, Agora...), mais manquaient de popularité. Oliver Stone lui-même n'a pas su marquer les esprits avec Alexandre (2004), qui a été un échec dans sa carrière.
L'année 2014 marque un retour en force des péplums, particulièrement des péplums bibliques. Pour n'en citer que quelques-uns, Noé de Darren Aronofsky avec Russell Crowe ayant déjà incarné Maximus dans Gladiator. D'ailleurs, le réalisateur de ce dernier, Ridley Scott, verra son film Exodus, relatif à l'exode du peuple juif guidé par Moise incarné par Christian Bale, sortir sur les écrans en fin d'année 2014. Se faisant plus discret, Son of God, réalisé par Christopher Spencer et tiré de la minisérie La Bible, reste bon à voir quoique risquant de souffrir de la comparaison avec La Passion du Christ de Mel Gibson (2004). Les premiers avis font échos d'un film plus correct sur un plan théologique qu'artistique, l'impact émotionnel laissant à désirer. D'autres péplums non bibliques existent, tels que Pompéi de Paul W. S. Anderson relatant la destruction de la cité éponyme par l'éruption du Vésuve en 79 dont la postérité dans l'histoire du péplum et du cinéma en général reste incertaine, et la sortie de 300 : La Naissance d'un empire, suite du film 300, et réalisé par un cinéaste différent, Noam Murro.
En France, patrie de Georges Méliès et Louis Feuillade, mais où Marcel L'Herbier et Julien Duvivier illustrèrent aussi le genre, l'antiquité est aujourd'hui réduite à la franchise gauloise des Astérix, de Astérix et Obélix contre César de Claude Zidi (avec Christian Clavier, Gérard Depardieu, Roberto Benigni et Gottfried John en César) en 1999 à Astérix aux Jeux olympiques (2008, avec Alain Delon en César), en passant par Astérix et Obélix : Mission Cléopâtre d'Alain Chabat (2002), où Monica Bellucci remplace Isabelle Adjani, initialement prévue dans le rôle de la reine d'Égypte. Et l'échec critique et public retentissant de Vercingétorix : La Légende du druide roi de Jacques Dorfmann (2001, avec Christophe Lambert dans le rôle-titre) risque de pérenniser la situation.
Il faut maintenant se tourner vers les cinémas asiatiques (en Chine The Emperor's Shadow de Zhou Xiaowen en 1996, L'Empereur et l'Assassin de Chen Kaige en 1999, Hero de Zhang Yimou en 2003...) qui bénéficient de moyens comparables à ceux d'Hollywood pour trouver des fresques de l'antiquité rivalisant en splendeur et en retentissement avec les films américains. D'ailleurs le péplum oriental mériterait un développement, ayant produit de nombreux classiques les décennies précédentes (en Inde Chandragupta d'Abdul Rashid Kardar (en) en 1934, Sikandar — Alexandre de Macédoine — de Sohrab Modi en 1941...). Des cinéastes occidentaux adaptent à l'occasion les mythes indiens : Jacques Oger pour Le Ramayana en 1984, Peter Brook pour Le Mahâbhârata en 1989.
Cette renaissance du genre à Hollywood, est en partie due, d'après le spécialiste Florent Pallares, aux conflits entre le Moyen-Orient et les États-Unis, qui débutent dans les années 1990 après la chute du Mur de Berlin et atteignent leur apogée dans les années 2000 (tout comme le second âge d'or du genre dans les années 1950/1960 est marqué par la guerre froide).

#### Vers plus de réalisme
Troie, malgré son sujet mythologique, tend vers le film historique en prenant le parti de réduire à la portion congrue les apparitions des dieux et les épisodes merveilleux de la guerre de Troie. Ce parti pris est également celui des films Le Roi Arthur d'Antoine Fuqua (2004, avec Clive Owen, Keira Knightley et Stellan Skarsgård) et La Dernière Légion de Doug Lefler (en) (2007, avec Colin Firth et Ben Kingsley), qui s'inspirent des fondements historiques de la légende arthurienne pour mettre en scène les aventures du roi Arthur au temps de la chute de l'Empire romain. Se situant dans une période similaire (le haut Moyen Âge celte se construisant sur les décombres de l'Empire romain), Kevin Reynolds revisite selon les mêmes codes la légende de Tristan et Iseut en 2006 — « exit » le philtre d'amour.
Dans un autre registre, La Passion du Christ écrit et réalisé par Mel Gibson, par sa représentation réaliste des souffrances de la Passion, crée l'événement et devient un des films les plus rentables de l'histoire du cinéma ; au côté de Jim Caviezel, Monica Bellucci compose une bien belle Marie Madeleine.

#### Gore et fantasy
En 2007, 300, de Zack Snyder, adapte à l'écran le roman graphique éponyme de Frank Miller, qui s'inspire très librement de la bataille des Thermopyles pour composer un récit d'action fantastique à l'esthétique gore ; une nouvelle fois, le film obtient un large succès au box-office. L'année suivante, 10 000 de Roland Emmerich, qui mêle préhistoire et (très) haute antiquité, se rattache au même courant fantaisiste. Déjà, en 2002, Le Roi Scorpion de Chuck Russell explorait cette veine largement exploitée par les Italiens quarante années plus tôt.
En 2010, Le Choc des Titans de Louis Leterrier, remake du film de 1981 réalisé par Desmond Davis, voit le retour des dieux et des créatures de la mythologie grecque sur le grand écran : Liam Neeson compose Zeus et Ralph Fiennes son frère Hadès. Dès l'année suivante, Les Immortels de Tarsem Singh (caution britannique : John Hurt) met également en scène héros (Thésée, Phèdre) et dieux (Zeus, Athéna) grecs. En 2012, La Colère des Titans de Jonathan Liebesman, suite de Le Choc des Titans, sort avec les mêmes acteurs. Naturellement ce renouveau entraîne son lot de parodie, notamment Spartatouille/Orgie Movie de Jason Friedberg et Aaron Seltzer en 2008, qui s'inspire en premier lieu de 300.

#### Péplum féminin
Alejandro Amenábar surprend la critique en 2009 avec Agora, péplum plus proche des préoccupations intellectuelles du Cléopâtre de Joseph Mankiewicz que de l'action trépidante et virile de ses contemporains. Le film marque aussi le retour au péplum féminin.

#### Renouveau à la télévision
Dans le même temps, le genre revit à la télévision, par le biais des téléfilms, des docufictions, puis des séries, à sujets antiques, historiques ou mythologiques.
En 2000, le téléfilm Jason et les Argonautes de Nick Willing relate la quête de la toison d'or par les Argonautes ; Derek Jacobi et Dennis Hopper sont embarqués dans l'aventure qui éveille un certain écho. En 2002, L'Apocalypse de Raffaele Mertes (qui se déroule sous l'empereur Domitien) ne fait pas de miracle pour le péplum.
En 2003, Hélène de Troie de John Kent Harrison relate la vie d'Hélène et la guerre de Troie, avec Rufus Sewell, John Rhys-Davies en Priam et Stellan Skarsgard en Thésée. En 2004, Robert Dornhelm réalise Spartacus, diffusé sur USA Network, avec Goran Višnjić dans le rôle-titre et le parrainage d'Alan Bates. Un docufiction consacré à l'éruption du Vésuve en 79, Le Dernier Jour de Pompéi, est réalisé en 2003 par Peter Nicholson pour la BBC, il suscite un large intérêt, tant public que critique. Ce nouveau genre semble promis à un riche avenir (par exemple Hannibal, coproduction France 2-BBC en 2006).
C'est à partir de 2005 que les séries télévisées s'emparent de nouveau de l'Antiquité, avec la prestigieuse (et coûteuse) Rome, qui raconte les dernières années de la République romaine. Coproduite par la BBC britannique et la HBO américaine.
En 2010, Sam Raimi participe à la création de Spartacus : Le Sang des gladiateurs, une nouvelle version romancée (érotique et sanglante en version non édulcorée) de la vie du gladiateur Spartacus.

## Esthétique

### Péplum haute couture / Hollywood Falbalas[44]

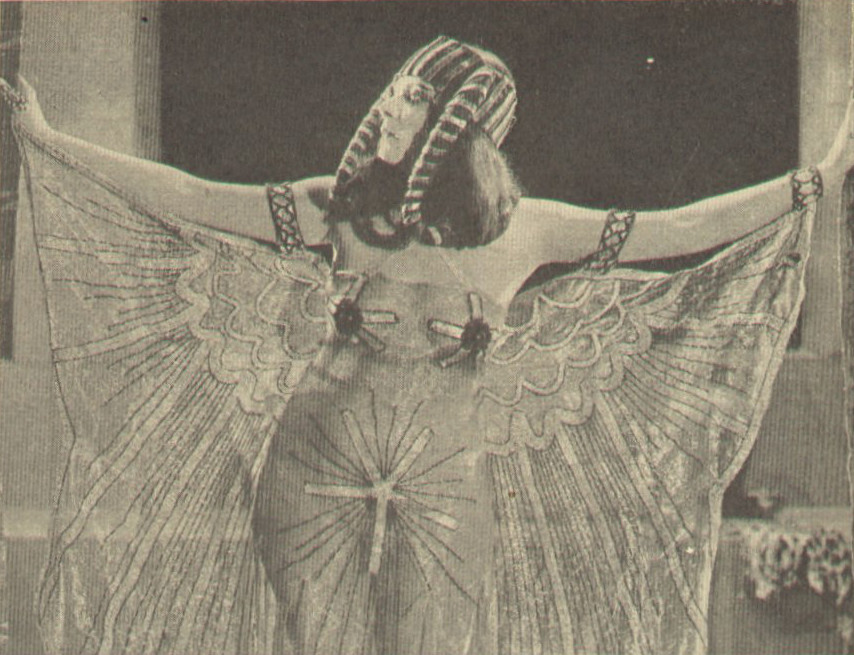
L'actrice hollywoodienne Theda Bara dans Cléopâtre (1917). Les voiles transparents de l'actrice suscitèrent la controverse à la sortie du film.

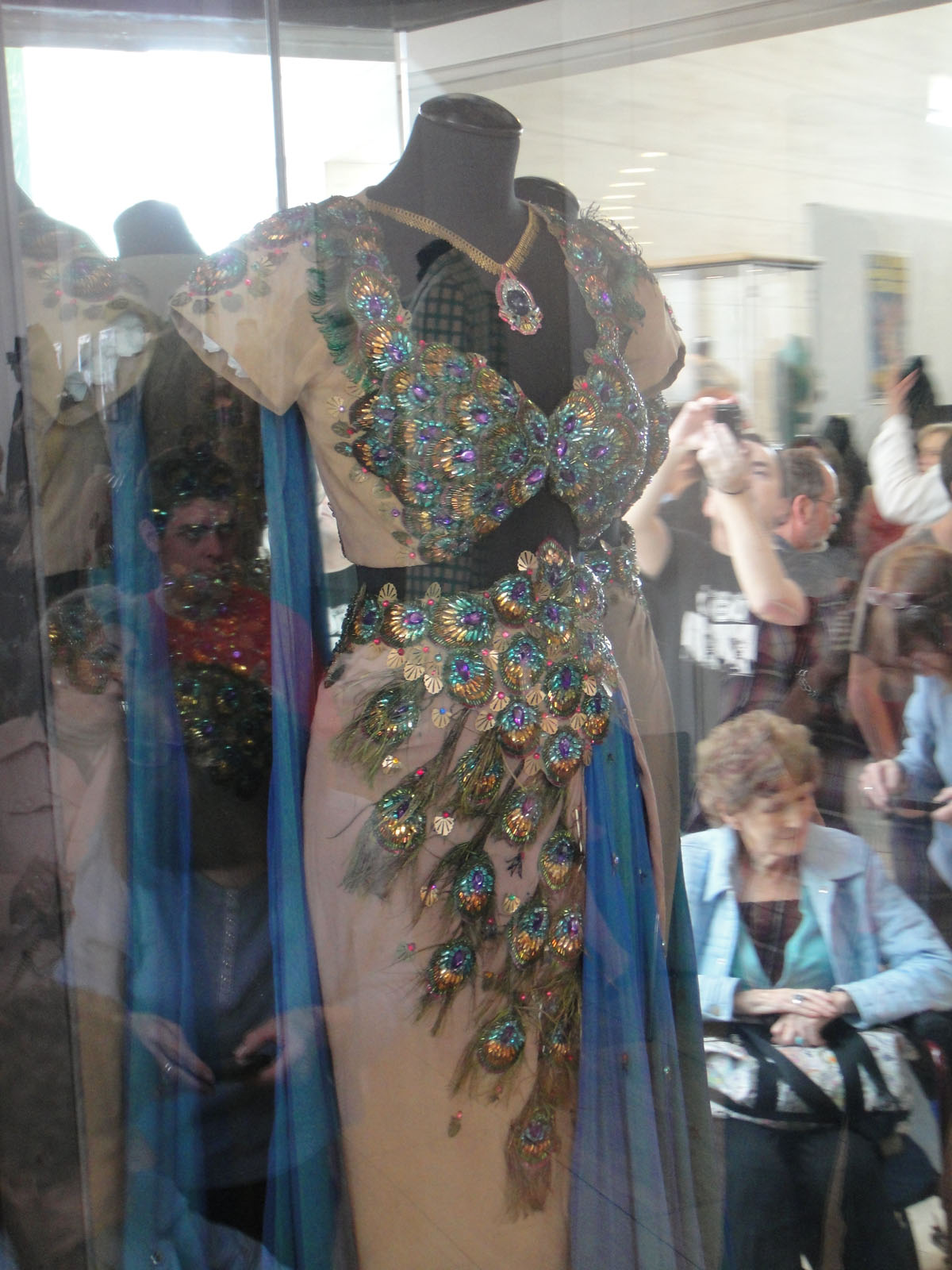
Robe « paon » portée par Hedy Lamarr dans Samson et Dalila (1949).

Dans l'univers « olympien » des stars notamment hollywoodiennes, le vêtement — qui donne ici son nom au genre cinématographique, fait unique semble-t-il — revêt une importance flagrante. Et, comme le film historique en général et le film exotique en particulier, le péplum fait la part belle aux stylistes en mal d'évasion. Il s'agit en outre d'habiller/déshabiller artistiquement quelques-unes (euphémisme) des plus belles femmes de l'écran — accessoirement des hommes aussi, mais un pagne leur suffit souvent...
Au début de l'industrie cinématographique américaine, les réalisateurs eux-mêmes, et non des moindres, créent les costumes de leurs interprètes, D. W. Griffith et Cecil B. DeMille au premier rang de cette pratique rapidement révolue. Intolérance (1916) marque une date également dans le domaine des costumes puisque pour la première fois ceux-ci sont spécialement conçus et réalisés pour des centaines de figurants et non loués comme à l'habitude.
Avec l'avènement des producteurs banquiers et du star-system, ce dernier incarné dans les premiers temps par l'immortelle Theda Bara, interprète érotisée à l'extrême de Sapho, Cléopâtre et Salomé, le cinéma fait appel à des artistes extérieurs, également des stars dans leur domaine, par exemple Paul Iribe, couturier et décorateur que la Paramount fait venir spécialement aux États-Unis, crée pour Gloria Swanson une robe entièrement faite de perles blanches et une coiffure en plumes de paon (une passion de Cecil B. DeMille censée porter malheur) arborées dans L'Admirable Crichton en 1919 ; cette robe légendaire est encore conservée dans le château du metteur en scène transformé en musée. Trente ans plus tard, Edith Head s'en inspire pour revêtir Hedy Lamarr dans Samson et Dalila du même réalisateur.

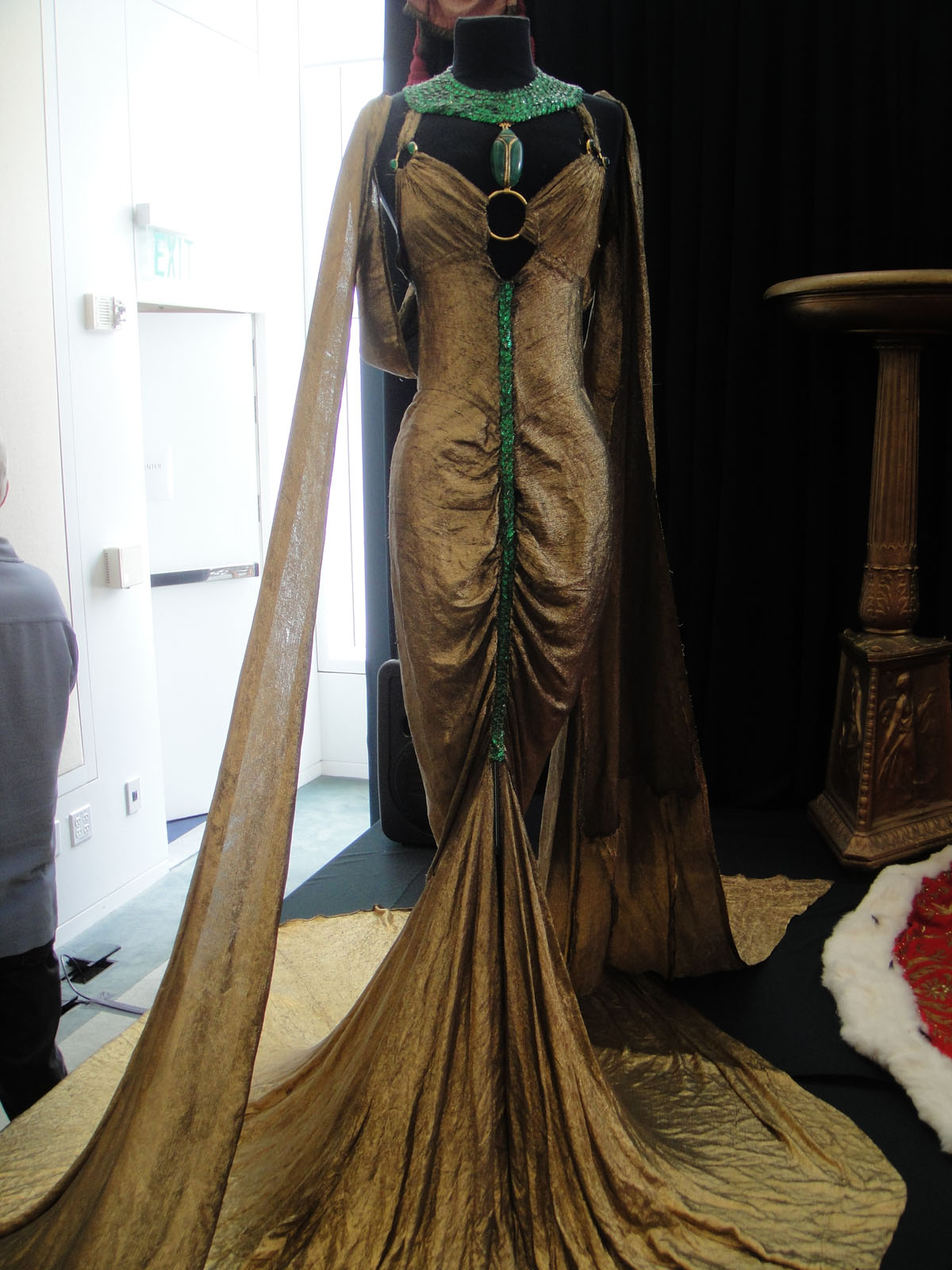
Robe en lamé or et collier d'émeraudes portés par Claudette Colbert dans Cléopâtre (1934).

 Entretemps, Travis Banton aura pareillement habillé/déshabillé Claudette Colbert dans Cléopâtre (toujours signé DeMille), usant de lourds bijoux pour compenser la légèreté de ses tenues.
Plus tard, Jean Louis crée pour Rita Hayworth les robes de Salomé (après celles de Gilda), notamment celle dans laquelle la star exécute la fameuse danse des sept voiles.
La grande couturière Madame Grès ajuste ses célèbres drapés sur Silvana Mangano dans l'Ulysse de Mario Camerini (1954).

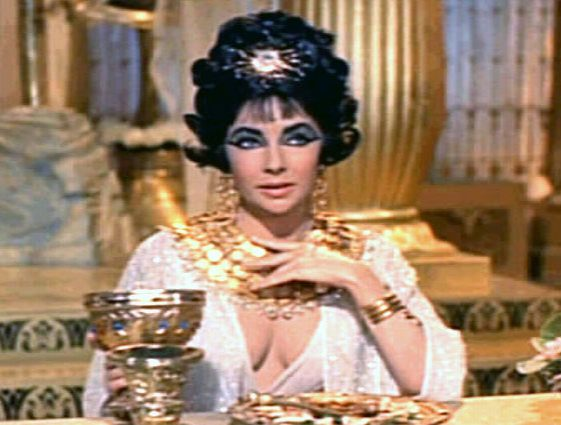
Elizabeth Taylor dans Cléopâtre (1963).

Herschel McCoy dévoile généreusement l'anatomie de Lana Turner, dont la carrière marquait le pas, dans Le Fils prodigue, relançant celle-ci pour dix années — malgré le relatif insuccès du film. Esther Williams est tout aussi exhibée par Helen Rose dans La Chérie de Jupiter (1952) que dans ses comédies aquatiques aux maillots de bain ajustés... Dans Un caprice de Vénus, Orry-Kelly certes habille Ava Gardner d'une longue robe, mais une fente découvre sa jambe jusques en haut de la cuisse.
Pour le monumental Cléopâtre de Joseph Mankiewicz (chant du cygne provisoire du genre), 65 costumes (ainsi que 30 perruques et 125 bijoux) sont créés pour la superstar Elizabeth Taylor par Irene Sharaff ; la robe d'Isis, ornée d'or à 24 carats, coûte à elle seule 65 000 dollars. Les suivantes de la reine d'Égypte sont si peu vêtues qu'un garde du corps leur est dévolu ; les figurantes se mettront en grève pour protester contre des attouchements incessants.

### Architecture: Hollywood-Babylone
Los Angeles et Hollywood se confondent dans notre imaginaire et parfois dans la réalité. Ainsi l'architecture de la ville californienne a été fortement marquée par celle des films — et des péplums en premier lieu. Des décors monumentaux, en stuc ou aggloméré, domineront longtemps la perspective, tels ceux de Intolérance de Griffith (45 mètres de hauteur) ou du Roi des rois de Cecil B. DeMille (ces derniers remaniés pour King Kong en 1933). Les modes égyptienne et assyrienne ont envahi la Californie du Sud de la fin des années 1920 au début des années 1930 : « les immeubles d'habitation copiaient les palais de Ramsès et les temples d'Osiris, une usine de pneus copiait le palais de Ninive, Sid Grauman construisit un vaste théâtre égyptien sur Hollywood Boulevard [en 1922], et même l'hôtel de ville se dota d'une ziggourat ».
La célèbre salle de cinéma de style égyptien de Sid Grauman (qui eut également l'idée de l'empreinte des mains et des chaussures des stars sur le trottoir d'Hollywood Boulevard) fut la première des splendeurs commanditées par cet homme illustre, dont la statue trône sur ce même boulevard : les architectes Meyer et Holler s'inspirèrent du temple de Karnak et leur œuvre, malheureusement « affreusement rénovée », se dresse toujours au 6712, Hollywood Boulevard. De son côté, George Samson rendit hommage à son homonyme biblique sur la façade assyro-babylonienne du siège social de son entreprise de caoutchouc, la Samson Tyre and Rubber Company, construit en 1929 par Morgan, Wells et Clements au 5675 Telegraph Road, Boyle Heights.
Naturellement, l'antiquité africaine et orientale n'a pas l'apanage de ces délires architecturaux, qui empruntent autant au style mauresque qu'à celui des Mayas ou à l'Europe médiévale.

Quelques bâtiments d'inspiration antique sur Hollywood Boulevard
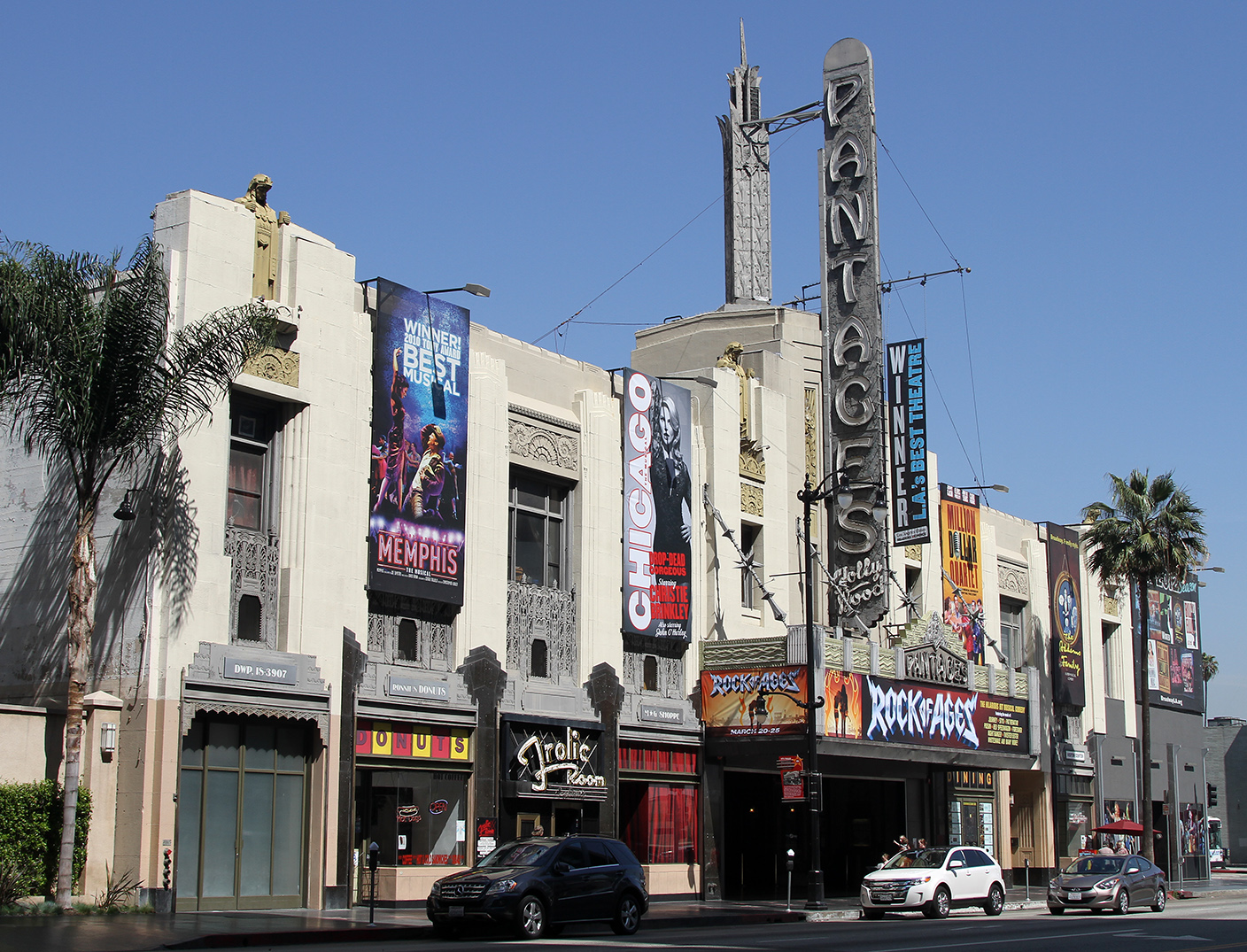
Au no 6233 : Pantages Theatre (1930), architecte Benjamin Marcus Priceta (en).
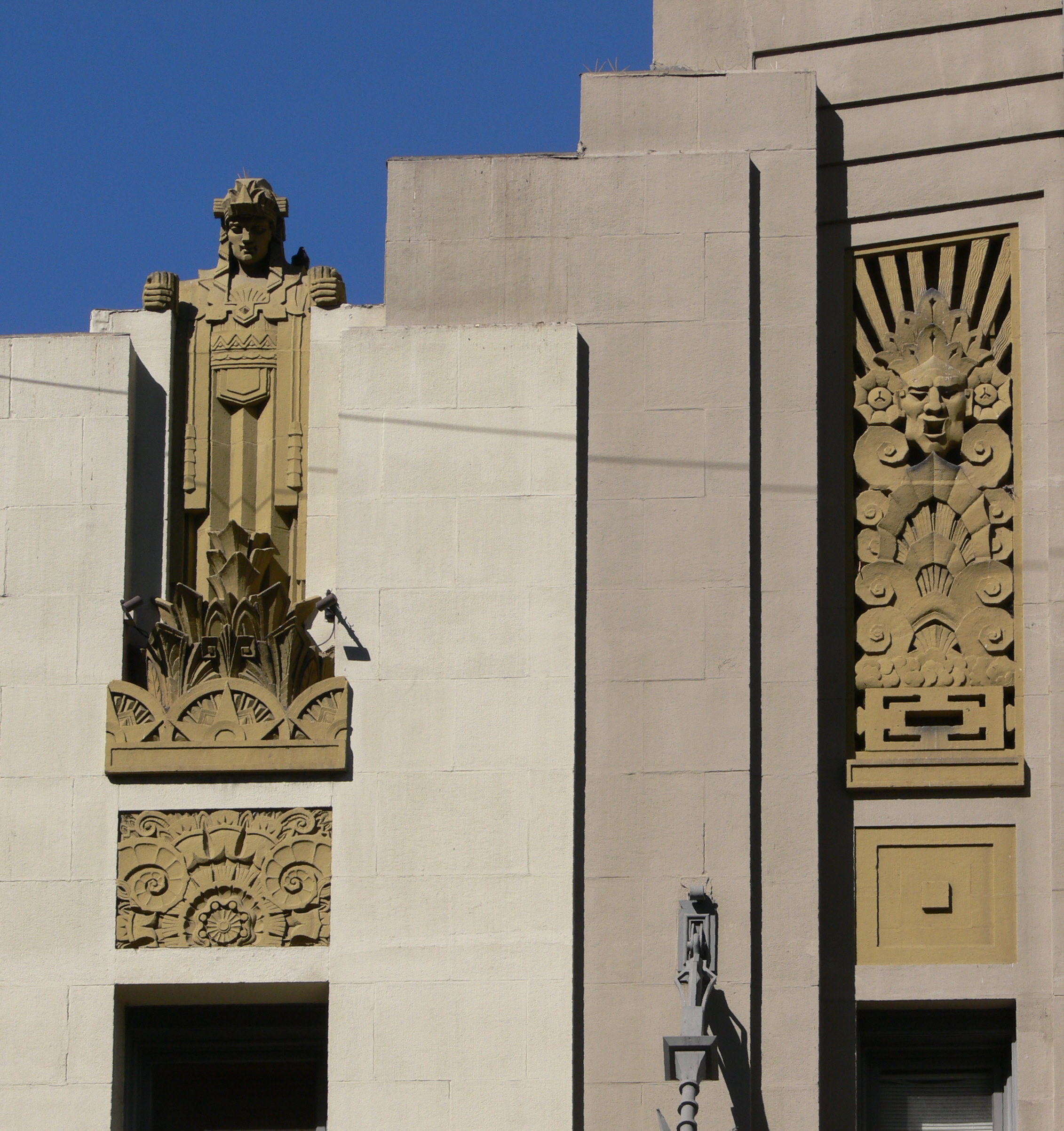
Détail du Pantages Theatre.
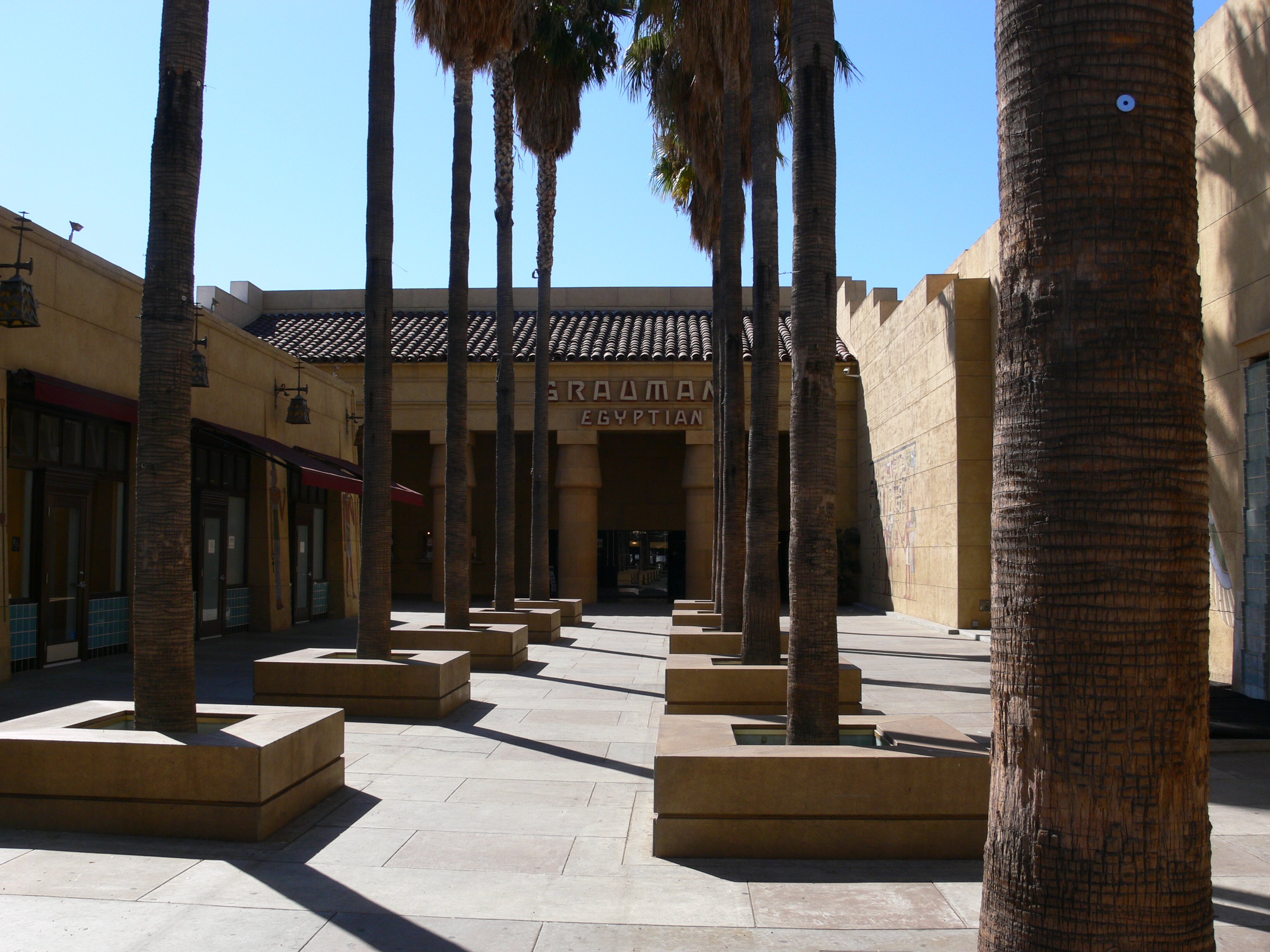
Au no 6706-6712 : Grauman's Egyptian Theatre (1922), architectes Meyer & Holler (en).
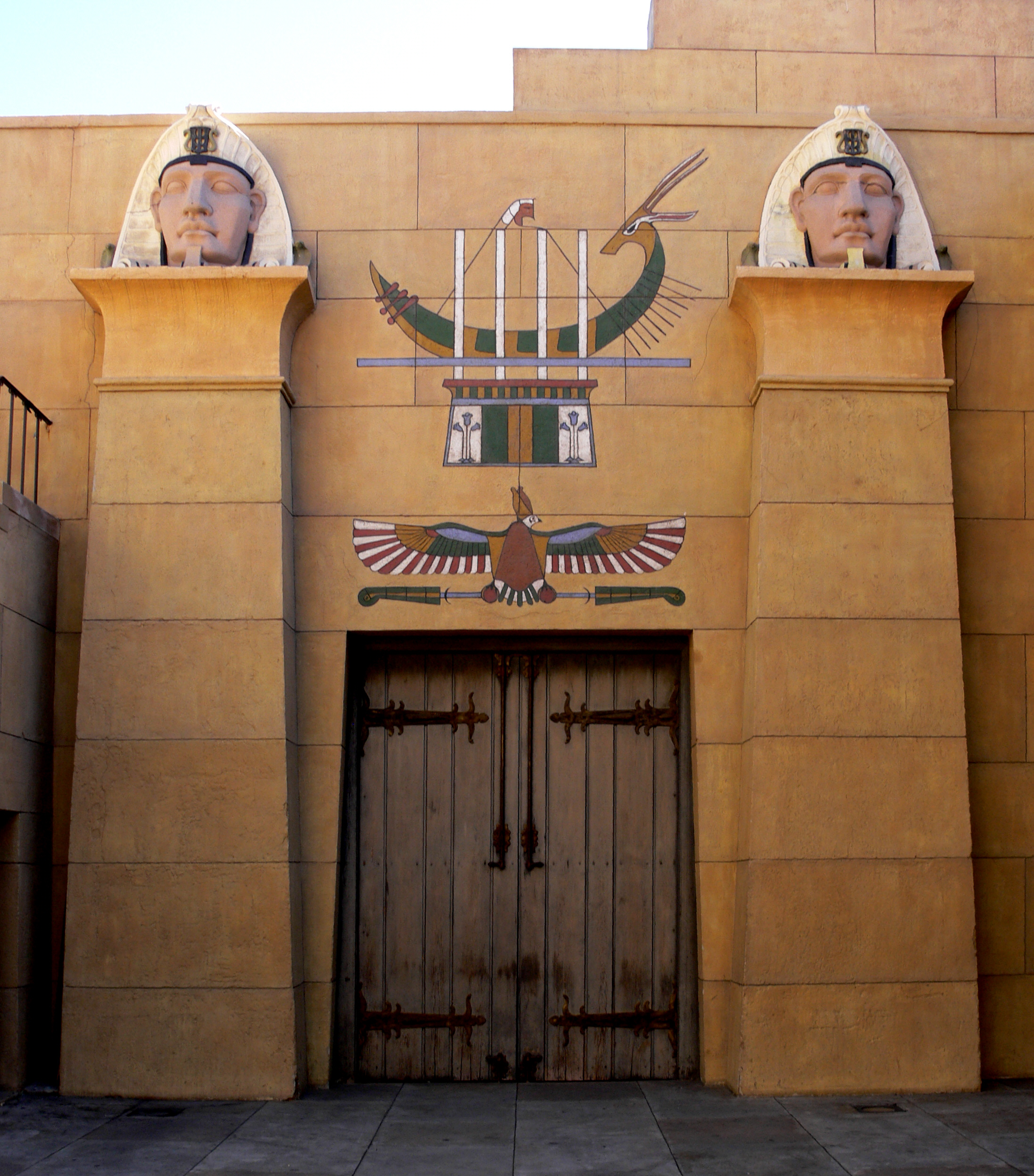
Entrée principale du Grauman's Egyptian Theatre.
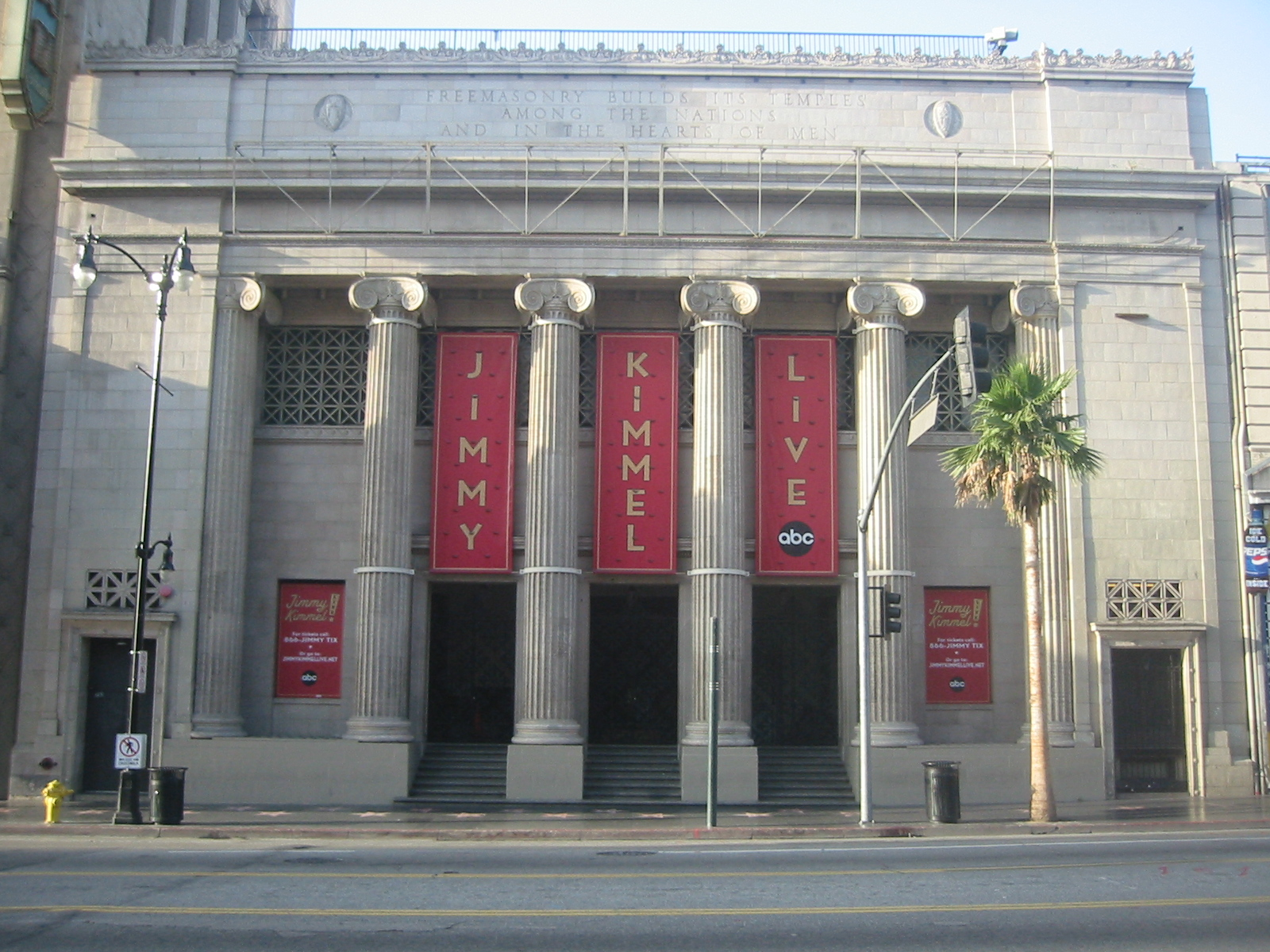
Au no 6840 : El Capitan Theater (1922), architecte John C. Austin (en).

### Musique (années 1950-1960)
Comme les décors (extérieurs et intérieurs), les costumes, la plastique des acteurs, la photographie, voire les dialogues, la musique participe de l'esthétique du péplum pour une part importante.

#### États-Unis
En Amérique, le compositeur d'origine hongroise Miklós Rózsa s'impose comme le principal spécialiste de l'épopée et du péplum notamment. Selon Christian Viviani : « ses accords violents et furieux » renforcent la grandeur épique des superproductions auxquelles son nom est associé, Quo vadis ? de Mervyn LeRoy et Ben Hur de William Wyler au premier plan, mais également Le Roi des Rois de Nicholas Ray, Sodome et Gomorrhe et le sobre Jules César de Joseph L. Mankiewicz. C'est le premier de ces films qui lui apporte la gloire et l'associe désormais au genre, grâce notamment aux sources grecques, arabes et siciliennes archaïques auxquelles il puise ; la marche triomphale Ave Caesar demeure un « must » dans le domaine. L'artiste utilise les mêmes effets dans Ben Hur, incorporant des éléments hébraïques anciens, et les thèmes religieux frappent autant que les scènes d'action — batailles, orgies — tout comme The Lord's Prayer et The Crucifixion dans Le Roi des Rois... De Jules César, on peut retenir notamment la marche funèbre. Quant à Sodome et Gomorrhe (pour lequel il remplace Dimitri Tiomkin tombé malade) au tournage si chaotique, sa musique donne une unité au film voire le sauve du ridicule par endroits. Dans des genres cousins du péplum, Miklos Rozsa a aussi illustré des épopées médiévales (Le Cid d'Anthony Mann, Les Chevaliers de la Table ronde et Ivanhoéde Richard Thorpe) et des aventures exotiques mêlées de merveilleux (Le Voleur de Bagdad, Le Voyage fantastique de Sinbad de Gordon Hessler).
Après Quo vadis ?, le péplum américain s'épanouit sous la direction des plus grands et naturellement les compositeurs les plus importants les accompagnent. Si son travail pour Les Dix Commandements contribue à imposer Elmer Bernstein à Hollywood, celui-ci ne marque pas de reconnaissance particulière envers le genre. Plus importantes seront les contributions d'Alfred Newman (La Tunique, L'Égyptien avec Bernard Herrmann, La Plus Grande Histoire jamais contée de George Stevens), Alex North (Spartacus, Cléopâtre) ou Dimitri Tiomkin (La Terre des pharaons, La Chute de l'Empire romain). Bernard Herrmann, plus connu pour son travail avec Alfred Hitchcock, revient au péplum — dans la catégorie « fantastique » ou « merveilleux » — avec Jason et les Argonautes.
D'autres travaillent à l'occasion sur le genre « à l'antique » : Max Steiner (Hélène de Troie), Daniele Amfitheatrof (Salomé de William Dieterle), Bronislau Kaper (Le Fils prodigue), Victor Young, collaborateur régulier de DeMille succédant à Rudolph Kopp et George Antheil (Samson et Dalila), Franz Waxman (Les Gladiateurs)... On ne soulignera jamais assez la dette du space opera envers le péplum, ainsi qu'en témoigne par exemple l'étourdissante musique écrite par John Williams pour la saga Star Wars. Enfin, des contributions originales interviennent, comme celle de Peter Gabriel à La Dernière Tentation du Christ de Martin Scorsese.

#### Italie
Dans le camp italien, la notoriété est moindre, à la mesure du prestige de la cinématographique populaire nationale. Seul Mario Nascimbene peut prétendre à un statut international grâce à ses collaborations américaines (Alexandre le Grand, Salomon et la Reine de Saba) ; dans son pays il travaille également sur Constantin le Grand ou Foudres sur Babylone de Silvio Amadio, et pour l'anecdote compose la musique de La Momie de l'Égyptien Shadi Abd As-Salam (sur le trafic d'objets archéologiques au XIXe siècle). Angelo Francesco Lavagnino travaille également sur des coproductions internationales (Le Colosse de Rhodes, Esther et le Roi avec Roberto Nicolosi, Ponce Pilate d'Irving Rapper) et apparaît également au générique de Sous le signe de Rome, Ulysse contre Hercule de Mario Caiano, Les Derniers Jours de Pompéi de Mario Bonnard ou Les Dix Gladiateurs de Gianfranco Parolini.
D'autres noms reviennent aux génériques des péplums italiens : Armando Trovajoli (Deux Nuits avec Cléopâtre, Maciste, l'homme le plus fort du monde, L'Esclave de Rome de Sergio Grieco, Le Géant de Métropolis d'Umberto Scarpelli), Carlo Savina (Sémiramis, déesse de l'Orient de Primo Zeglio, Les Amours d'Hercule de Carlo Ludovico Bragaglia — selon les sources —, Hercule se déchaîne de Gianfranco Parolini, Dans l'enfer de Gengis Khan de Domenico Paolella), Carlo Rustichelli (Les Amours d'Hercule selon d'autres sources, Fort Alésia d'Antonio Margheriti, la série L'Odyssée de Franco Rossi) ou Renzo Rossellini (Les Légions de Cléopâtre, Théodora, impératrice de Byzance, voire Les Tartares de Richard Thorpe). Enfin, Fellini fait appel à son compositeur attitré, Nino Rota, qui puise aux sources de musiques primitives pour composer la bande originale de son unique péplum, le célèbre Satyricon.

## Thématiques

### Homosexualité et homoérotisme

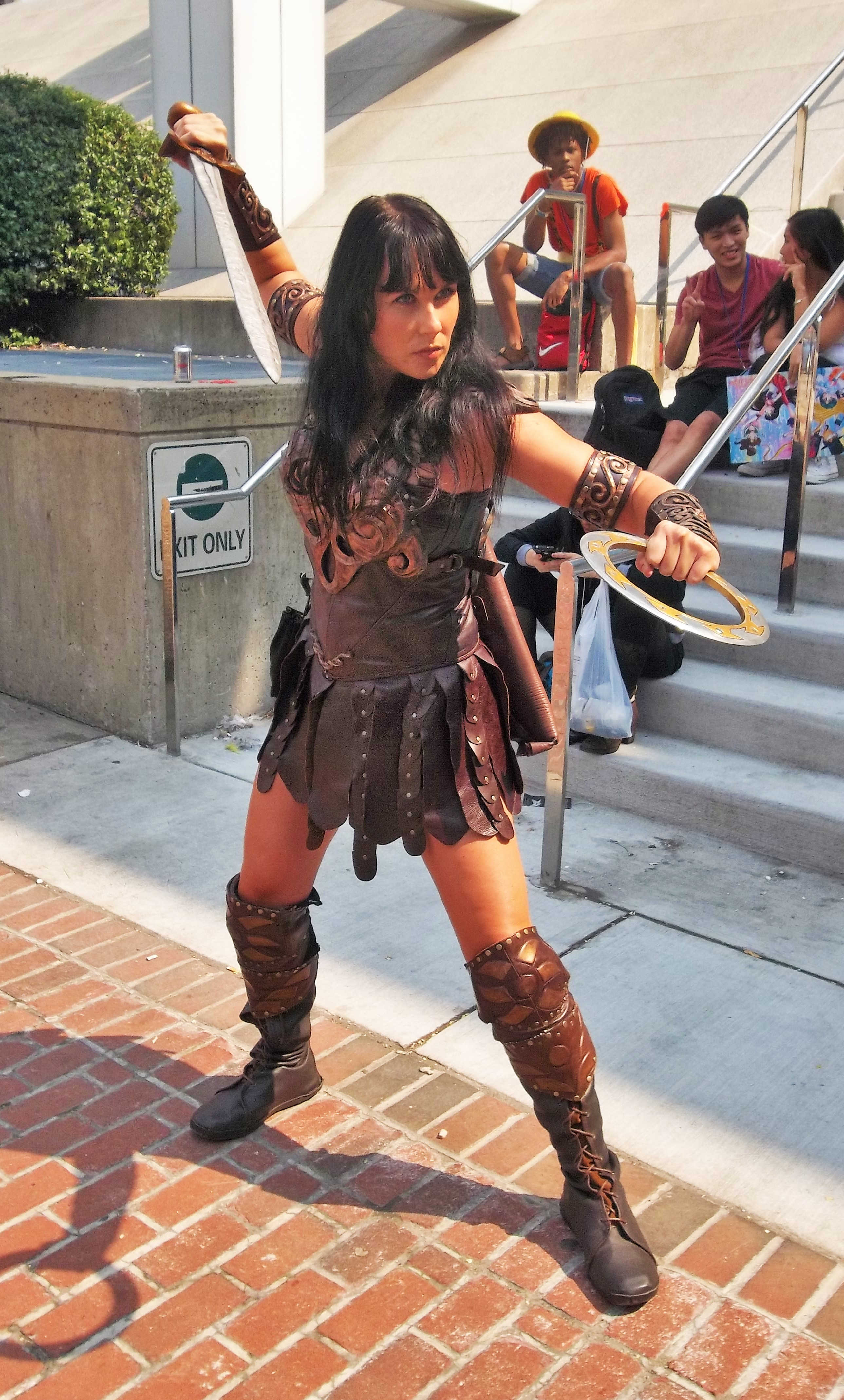
Cosplay de Xena, la guerrière, une icône lesbienne

Le péplum est associé à l'homosexualité, et plus particulièrement l'homoérotisme : ce lien est pointé avec humours dans des productions cinématiques d'autres genres tels que Y a-t-il un pilote dans l'avion ? ou The Rocky Horror Picture Show,. Pour l'historien Albert Montagne, le cinéma sur l'antiquité se sépare entre ce qu'il appelle les films de toges, nobles, politiques, et les films de jupettes ou péplum, qui dévoilent beaucoup plus la plastique de leurs acteurs et aux thématiques prolétaires et guerrières.
Enfin, lorsque l'homosexualité masculine, qu'elle soit exclusive ou bisexuelle est représentée, que ce soit dans Satyricon, Sebastiane, ou Caligula, il s'agit moins de montrer des relations entre hommes que de dépeindre la décadence de Rome, que ce soit par fascination ou dénonciation morale.
Si l'homosexualité masculine est suggérée et (auto)censurée, ce n'est pas le cas des relations entre femmes, qui sont montrées avec force voyeurisme afin de satisfaire un public masculin, tels que dans Sapho, Vénus de Lesbos, Sodome et Gomorrhe, ou Les Amazones. Lorsque les personnages sont explicitement lesbiennes, telles que dans La Reine des Amazones, Les Titans, ou Les Amazones, filles pour l'amour et pour la guerre, elles sont représentées comme haïssant les hommes. Il faut attendre les années 1990 et Xena, la guerrière pour que le saphisme représenté à l'écran soit apprécié et revendiqué par la culture lesbienne.